# 닌자보이 란타로의 등장인물 목록
닌타마 란타로의 등장인물은 NHK 방영중인 닌타마 란타로의 등장인물이다. 또한 투니버스에서 방영중인 닌자보이 란타로의 등장인물의 소개이다. 이 문서에는 원작인 낙제닌자 란타로의 등장인물도 몇몇 포함되어 있다.

## 개요
닌자학교 내의 선생님들과 1학년에서 6학년까지의 학생들, 그 외 도쿠타케의 닌자들, 효고 수군, 그 외 주변 인물들 등으로 이루어져 있다. 이 중 특히 1학년 は(하)반의 이나데라 란타로, 셋츠노 키리마루, 후쿠토미 신베에 의해 주 이야기가 펼쳐진다. 한편 모든 학년은 い반, ろ반, は반으로 나뉘며, 이 순서는 일본의 이로하 노래에 기인한다. 한국판에서는 1학년 は반을 1학년 1반이라 부르고, い반을 2반으로, ろ반을 3반으로 부른다.

## 닌자학원의 등장인물
애니메이션 닌자보이 란타로의 주 배경인 닌자학원의 등장인물 목록이다.

## 닌자학원 1학년
1학년의 교복은 동그라미와 우물 정(井)자 무늬가 찍힌 청록색 옷이다. 초기에는 파란색 교복이었으며 상위 학년들의 교복 색도 파란색으로 일정했다.

### 1학년 하(は)반
성적은 나쁘지만, 출석률이 높고 구성원들의 우정도 끈끈하다. 반복된 보충학습으로 실전경험은 풍부하다. 교과담당인 도이 한스케가 출석을 부르면 어떤 곳에 있어도 곧바로 집합하지만, “시험을 보겠다”고 말하면 흩어진다.
원작 코믹스에서는 본래 9명으로 편성되어 있었으나, 이후 키산타와 킨고가 전입해 11명이 되었다. 코믹스 초기에는 모든 아이들의 뒷머리가 짧았다. 애니메이션은 초기에는 지금과 모습이 다른 아이들로 12명으로 구성되어 있었으나, 이후 조정을 통해 현재의 11명으로 유지되어오고 있다. 닌타마 란타로의 대표 반이며, 닌자학원 내에서 일어나는 트러블의 90%를 이곳과 사무원인 코마츠다 슈사쿠가 일으킨다. 그들이 던지는 무기들은 대체로 높은 확률로 아군에 명중하나, 최초부터 모두 다른 방향으로 던지면 희한하게도 반드시 표적을 향해 날아간다.
이나데라 란타로[猪名寺 乱太郎（いなでら らんたろう）]（성우：타카야마 미나미/정혜옥→문남숙(17기), 김서영(24기)）
10세, 사수자리, O형, 셋쓰노쿠니 출신. ‘이나데라’라는 성은 원작 ‘낙제닌자란타로’12권 Q&A에서 밝혀졌다. 보건위원회 소속(24권 4장에서는 용구위원). 신장 136cm, 체중 30kg(애니메이션 설정).
본편의 주인공. 가문 대대로 유서깊은 닌자 집안 출신이지만 그다지 명성을 떨치지 못해, 일류닌자가 되기 위해 닌자학원에 입학하였다. 부친은 현역 닌자(농업이 부업이라 말하지만, 닌자 일을 하는 모습은 좀처럼 그려지지 않는다), 모친은 쿠노이치 닌자 출신.
100m를 10초에 주파하는 능력을 가지고 있어, 같은 반의 유메사키 산지로와는 라이벌 관계. 빠른 발로 인해 「풍운소승」이라는 별명이 붙었다. 또한 불운한 사람들이 모인다는 보건위원회에 소속되어 있어, 「불운소승」취급 당하는 일이 많다. 그림이 특기로, 초상화를 잘 그린다. 솔직하고 성격이 좋지만 그 성격이 문제가 되어 문제에 휘말리는 일도 많다. 란키리신 3인조 중 가장 침착하고, 때문에 키리마루와 신베의 폭주를 멈추는 역할을 맡는다. 애니메이션 초기에는 우유, 라디오 체조, 두루마리를 좋아하는 오리지널 설정이 존재했고, 어미에 “~란(~らん)”을 붙이는 말버릇도 있었다. 화술이 좋고, 노인들에게 정보를 어렵지 않게 캐내는 특기가 있다.
안경을 끼고 있으며, 붉은색의 덥수룩한 머리를 가졌지만 교복을 입었을 때는 잘 드러나지 않는 것이 특징. 좋아하는 말은 '노력'. 하지만 성적은 그리 좋지 못하다. 성씨는 아마가사키시의 지명, 이름은 원작자의 심한 난시로부터 유래되었다.
셋츠노 키리마루[摂津の きり丸（せっつの きりまる）]（성우：타나카 마유미/정선혜→김새해(17기), 정유정(24기)）
10세, 양자리, B형, 셋쓰노쿠니 출신. 도서위원회 소속(원작 24권 4장에서는 용구위원). 신장 140cm, 체중 34kg(애니메이션 설정). 한국판 명칭은 '기마루'.
전쟁으로 고아가 되고 생활비를 위해 밤낮 아르바이트를 하는 불행한 신세. 그 때문인지 공짜를 좋아하고 돈을 굉장히 밝히는 성격이다. 멀리서 떨어지는 동전 소리를 식별할 수 있는 능력을 가지고 있다. 가혹한 성장 배경 때문인지 까칠한 성격이지만 일단 세상살이에 굉장히 능숙한 편. 갈 곳이 없어 방학 때는 도이 선생님의 집에서 같이 산다. 애니메이션에서는 단조와 머리스타일이 비슷하기 때문에, 검은 머플러를 두르고 있다.
‘셋츠노’라는 성씨는 애니메이션 설정으로, 원작에서는 12권의 Q&A를 통해 원작자로부터 정해진 성씨가 없음이 밝혀졌다.
후쿠토미 신베[福富 しんべヱ（ふくとみ しんべえ）]（성우：이치류사이 테이유우/이용신→채민지(17기), 강은애(24기)）
10세, 황소자리, A형, 이즈미노쿠니 출신. 용구위원회 소속. 신장 125cm, 체중 62kg.
태평하고 둥글둥글한 성격으로, 굉장한 대식가. 부잣집인 후쿠토미 가의 아들이며 민첩함을 길러주기 위한 아버지의 의향으로 닌자학원에 입학하였다. 느릿느릿하고(위급할 땐 굉장히 빠르다) 괴력의 소지자인 동시에 비염 기가 있어 콧물의 양이 엄청나다. 후각이 누구보다 좋아 닌자로서의 일면도 갖추고 있다. 종종 머리카락이 굉장히 딱딱해져 훌륭한 무기로 사용되기도 한다. 카메코라는 여동생이 있다.
- 선생님들은 란타로, 키리마루, 신베를 묶어 「란키리신」이라고 부른다.

쿠로키 쇼자에몽[黒木 庄左ヱ門（くろき しょうざえもん）]（성우：마미(~11기)→히가시 사오리(12기~)/안영미→장예나(17기), 곽규미(24기)）
10세, 천칭자리, A형, 교토부 라쿠호쿠 출신. 한국판 명칭은 '쇼자이'.
한국판 명칭은 '쇼자이'. 1학년 하(は)반의 학급위원장. 그런 일면에 맞게 착실한 성격에 성적도 우수하다. 닌자 매니아인 할아버지와, 그 외 남동생이 있어 방학 중엔 곧잘 돌보곤 한다. 취미는 차. 애니메이션 기준으로 중국, 인도 등으로 유학을 생각하고 있다. 꿈은 1학년 이(い)반을 타도하는 것.
- 어렸을 때 할아버지에게서 예절 교육을 받았다고 한다.

니노쿠루와 이스케[二郭 伊助（にのくるわ いすけ）]（성우：사토 치에/성선녀）
10세, 처녀자리, AB형, 가와치노쿠니 출신. 화약위원회 소속.
영리한 성격으로, 청소와 정리정돈 등을 잘한다. 같은 반의 쇼자에몽과 아주 사이가 좋아 잘 어울려 다닌다. 평상시엔 얌전하지만 의외로 대범한 면을 보일 때도 있다. 반에서 란타로 외에 부모님이 등장하는 캐릭터. 코믹스의 경우, 초기에는 앞머리가 없었다.
야마무라 키산타[山村 喜三太（やまむら きさんた）]（성우：故스즈키 토미코(~11기)→스기모토 사오리(12기~)/김현지→이호산(17기), 이은조(24기)）
10세, 물병자리, O형, 사가미노쿠니 출신. 용구위원회 소속.
아버지의 전근으로 인해 풍마의 학교에서 전학을 왔다. 언제나 한가롭고 마이페이스적인 성격. 같은 용구위원인 신베와 잘 어울려 다니며 민달팽이에 대한 애정이 대단해 항아리에 민달팽이를 넣어 다니고 한 마리씩 이름을 붙여 구별하는가 하면, 곡예를 가르치기도 한다.
미나모토 킨고[皆本 金吾（みなもと きんご）]（성우：와타나베 쿠미코/김현심）
10세, 쌍둥이자리, A형, 사가미노쿠니 출신. 체육위원회 소속.
아버지와 무위의 압력으로 수행을 떠나 도중에 란타로들과 만나게 된 것을 계기로 닌자학원에 입학한다. 장래희망은 일류의 검호가 되는 것. 키산타의 민달팽이가 부담스러웠으나 곧 룸메이트가 됨으로써 적응해갔다. 집이 가마쿠라에 있는 바람에 방학 때 집에 내려가지 못하고 토베 선생님의 집에 묵는다. 하지만 토베 선생님이 집을 나가있는 경우가 많아 온전히 생활하지 못한다.
- 꾸준히 검술훈련을 하고 있는 모습은 훌륭하다. 검술훈련이 끝나면 푹- 쉬는데, 쉴때도 검을 옆에다 둔다고 한다.

카토 단조[加藤 団蔵（かとう だんぞう）]（성우：에모리 히로코/이소은）
10세, 사자자리, B형, 오미노쿠니 출신. 회계위원회 소속.
친가는 중세의 운송업자. 카토 마을에 살며, 마을에서는 '도련님'이라고 불리고 있다. 사복은 하카마를 입지 않는 중세의 운송업자 스타일(하카마는 일단 가지고 다니고 있다). 애마의 이름은 '능고속호(애니는 비만 콜레스테롤 2호)'. 마술(馬術)을 잘한다. 세세한 일을 신경 쓰지 않는, 남자다운 대범한 성격. 국어에 약하고 글자를 더럽게 쓰는 결점이 있다. 기숙사에서는 같은방의 토라와카와 함께, 많은 세탁물을 모으고 있다. 애니메이션에서는, 쇼자에몽과 대등한 부반장으로서 그려져 있다. 말을 데리고 있어 말이 도둑맞는 등의 트러블에 말려 들어가는 것이 많다. 애니메이션 초기에는 검이 있었다.
- 어리광을 잘피운다고 한다.

사타케 토라와카[佐武 虎若（さたけ とらわか）]（성우：코바야시 유코(대역: 타카노 우라라, 시노미야 후우코)）
10세, 물고기자리, A형, 기이노쿠니 출신. 생물위원회 소속. 한국판 명칭은 '토라와'.
사타케 마을에 살며, 아버지는 총대의 두령. 화승총의 명수 야마다 선생님의 지도를 받기 위해서, 닌자학원에 입학한 총매니아. 매우 좋아하는 화승총을 가지면 얼굴이 바뀐다. 무거운 화승총을 위한 근력 트레이닝을 매일하고 있으며, 약 7kg의 총을 들어 올릴 수 있다. 화기류를 잘 안지만, 부주의한 면도 있다. 아버지는 장군인듯. 자신의 아버지 이상으로 쇼세이를 존경하고 있다. 그래서 아버지는 무시당하기 일쑤지만 그래도 사이는 좋은편이다. 애니메이션 설정에서는, 장래는 화승총의 연구를 할 수 있는 성의 닌자를 희망하고 있다. 단조와 같은방이다.
사사야마 헤이다유[笹山 兵太夫（ささやま へいだゆう）]（성우：무타 아키코）
10세, 처녀자리, O형, 단바노쿠니 출신. 작법위원회 소속. 한국판 명칭은 '헤다유'.
친가는 무가(등장은 하지 않지만, 33권에서 아버지를 말하는 장면이 있다). 카라쿠리 만들기를 아주 좋아하는 소년. 닌자의 같은방의 산지로와 함께 방의 여기저기에 여러 가지 카라쿠리를 설치하고 있다. 애니메이션판에서는 대규모 카라쿠리 방을 닌자학원의 지하에 학원장의 허가를 얻어 만들었다. 카라쿠니의 실력은 6학년 타치바나 센조도 인정할 만큼이다. 성격은 응석부리며 빈정거리는 타입. 생각보다 무서운 것을 알지 못하고, 결단력도 있지만, 조금 고집이 있고 주의 깊다. 애니메이션 설정으로, 장래는 닌자학원의 교사를 희망하고 있다. 마술(馬術)의 성적은 단조 다음으로 높다. 애니메이션과 코믹스는 머리스타일이 다르다.
- 헤이다유는 질투의 화신이며 화를 잘낸다. 그러나 라이벌 쇼자에몽과 투닥투닥 잘 싸우지만, 다른친구들과 싸워도 금방 화해한다. 슬프거나, 감동적인 이야기에는 거의 약한편이라 눈물을 흘리며 듣는다고 한다.
- 헤이다유는 키산타의 민달팽이를 대단히 싫어한다.

유메사키 산지로[夢前 三治郎（ゆめさき さんじろう）]（성우：에모리 히로코(대역: 미네 아츠코)/김현지）
10세, 게자리, A형, 하리마노쿠니 출신. 생물위원회 소속.
아버지는 수행자(山伏)로, 방학에는 함께 수행을 하고 있다. 상냥한 성격으로 언제나 웃는 얼굴이 끊이지 않지만, 때때로 밝지 않는 대사를 말한다. 날카로운 관찰력과 란타로를 뒤잇는 빠른 발을 가지고 있는 한편, 방향치라고 하는 약점이 있다. 키산타처럼, 한자에 약하다. 같은 방의 헤이다유와 밤을 재배하는 것이 취미. 언제나 웃고 있는 얼굴로부터, 얼굴이 힘이 빠지고 있었다고 하는 이유로 다른 학생과 같이 지치는 등 손해 보는 것이 많아, 애니메이션판에서는 그런 자신에게 고민을 가지는 씬도 볼 수 있었다. 수행자(山伏) 아버지와의 수행의 덕분으로 몸이 단련되고 있다.
도이 한스케[土井 半助（どい はんすけ）]（성우：세키 토시히코/김광국）
교과 담당 교사. 25세, 사수자리, O형. 화약위원회의 고문.
독신. 화약이나 병법을 잘 안다(그러나, 화약조제를 잘 못하고 있다). 교과 담당으로 실기에 자신이 없다는 발언은 있지만, 분필을 던지면 백발 백중의 솜씨. 독신 생활이었지만, 방학때는 키리마루가 식객. 키리마루의 아르바이트를 도와주고 있다.머리카락의 손질이 서툴고, 트리트먼트, 린스를 모른다. 아이들 때문에 신경성 위염에 골치를 썩이지만, 아이들을 나쁘게 말하는 안도선생과 견원지간. 좀처럼 집에 돌아갈 수 없기 때문에 이웃과의 사교성이 나쁘다. 그 때문인지, 애니메이션에는 세집을 나갔다고 주인이 마음대로 착각하여 다른 사람과의 계약이 성립직전까지 되는 경우가 많이 나온다. 의미 불명의 문장을 해독하는 묘기가 있다. 생가는 호족이었지만 습격을 당해 몰살당했다.
야마다 덴조[山田 伝蔵（やまだ でんぞう）]（성우：1~22기 故오오츠카 치카오/23기 오오츠카 아키오/국내/시영준）
실기 담당 교사. 46세, 게자리, A형, 효노센 출신.
무섭고도 상냥한 아버지 같은 선생님. 화승총의 명수. 젊은 시절에는 닌자일을 하고 있었다. 아내와 현역 닌자인 아들(리키치)이 있어 집은 산속에 있다. 선생경력 10년. 방학때는 보습·추가시험의 탓으로 집에 돌아가지 못해, 리키치가 방학엔 집으로 돌아오라고 부탁하기도 한다. 변장의 명인이지만 여장을 좋아하고, 여장중은 '덴코'라는 이름으로 란타로들의 누나가 된다. 그 모습은 누가 봐도 이상하고 기분 나쁘고, 학원사람은 대체로 놀라서 도망치지만, 학원외에서는 왠지 몰라도 그 나름대로 통용되고 있다. 야마다 선생이 말하길 여장은 '독자 서비스'. 여장을 바보 취급 당하면 상대가 누구일거라고 가차 없이 벤다.「찰랑찰랑 스트레이트 헤어 랭킹」 제4위 수상('덴코'가 수상). 연재 초기, 「아득한호」라고 하는 자전거를 소지하고 있었다.
요시마츠[吉松（よしまつ）] / 오토키치[音吉（おときち）] / 곤베[ごんべえ]
애니메이션 오리지널 학생.
오토키치와 곤베는 키산타, 킨고의 편입과 함께 사라졌으며, 요시마츠는 12번째 학생으로서 잠시 있었지만, 제2기 전반 무렵에 자취를 감추었다.

### 1학년 이(い)반
애니메이션판은 12명. 성적은 우수하지만, 실전 경험은 부족하다. '상대를 경시한다' 병이 반 전체에 퍼졌다. 불쾌한 말과 행동이 많아, 1학년 하반에 생트집을 잡는다.
쿠로카도 덴시치[黒門 伝七（くろかど でんしち）]（성우：카메이 요시코(1기 天才丸)→사토 유코(10기 덴시치~)）
10세, 쌍둥이자리, B형. 작법위원회 소속, 한국판 명칭은 '탄치치'
성적이 우수하고 프라이드가 높으며, 자신을 내세운다. 1학년 하반을 바보취급 하지만, 본인이 굉장하다고 느낀 것을 솔직하게 인정하는 뜻밖의 일면이 있다. 또 글에 너무 의지한다고 하는 결점도 있다. 사키치와의 행동이 많아, 이름이 '덴키치'로 혼동 된다. 애니메이션판 초기에는 2학년이었다(재등장과 동시에 1학년으로 돌아왔다).「찰랑찰랑 스트레이트 헤어 랭킹」 제5위 수상.
닌교 사키치[任暁 左吉（にんぎょう さきち）]（성우：나가사와 나오(1기 秀才丸)→우메다 키쿠미(10기 사키치~)）
10세, 전갈자리, A형. 회계위원회 소속, 한국판 명칭은 '사치'
성적이 우수하며 스스로를 1학년에서 최고라고 말한다. 덴시치와의 행동이 많아, 이름이 '사시치'로 혼동 된다. 애니메이션판 초기는 2학년이었다(재등장과 동시에 1학년으로 돌아왔다).
이마후쿠 히코시로[今福 彦四郎（いまふく ひこしろう）]（성우：사이가 미츠키）
10세, 물병자리, B형.
이반의 집단 행동으로 같이 미아가 된다. 1학년 이반의 반장이지만 어딘가 믿음직스럽지 못한 반장이다. 이반 아이들조차도 '히코시로에게는 의지하기 힘들다'고 말할 정도. 란키리신과 자주 어울리는 편이며 같은 학급위원회 소속인 쇼자에몽에게 많은 면에서 도움을 구하며 의지하고 있다. 기본적인 성격은 착한 듯하다.
카미노시마 잇페이[上ノ島 一平（かみのしま いっぺい）]（성우：사카토 코마츠나）
10세, 게자리, A형. 생물위원회 소속. 존재감이 거의 없는 듯하며 같은 이반 아이들과 함께 나오거나 생물위원회 소속으로 나오는 경우가 허다하다. 성격이 좋고 귀여운 얼굴을 하고 있으며 성적도 나름 잘 나오는 듯. 성격은 착하다.
안도 나츠노죠[安藤 夏之丞（あんどう なつのじょう）]（성우：토쿠마루 칸）
교과 담당 교사. 46세, 게자리, B형. 회계위원회의 고문.
기름기가 있는 반들반들한 얼굴이 특징. 수업중에 감기에 걸릴 만큼 추운 썰렁한 개그를 연발하고 있다. 불쾌한 언동을 좋아하고 1학년 이반의 우수함을 자랑하며 다른 클래스를 바보취급 한다. 도이 선생님과는 견원지간. 1학년 하반의 학생으로부터도 미움받고 있다. 그러나 때에는 학생을 위해서 스스로 미움을 받는등, 상냥한 일면을 보이기도 한다. 1학년 하반에 대해서, 최근에는 이상한 대항 의식을 태우게 되었다. 아버지와 꼭 닮은 얼굴의 딸(아가씨)가 있다. 코믹스에서는 둥근 체형이지만, 애니메이션에서는 장신. 애니메이션 초기는 2학년 담임이었다.
아츠기 타이츠[厚着 太逸（あつぎ たいつ）]（성우：나카 히로시(1기)→나카지마 토시히코(7기)）
실기 담당 교사. 41세, 염소자리, A형. 체육위원회의 고문.
딱딱한 얼굴의 열혈 교사. 안도 선생님과 대조적으로 솔직하게 1학년 하반의 실력을 인정하고 있다. "아침까지 운동장 100바퀴 잠을 자지 않고 달려라!"라고 생트집을 잡지만, 성격은 똑바르다. 안도 선생처럼, 애니메이션판 초기는 2학년 담임이었다.

### 1학년 로(ろ)반
담임인 샤도선생님의 영향을 받아 항상 답답하고 어두운 분위기를 감돌게 하는 '공포를 안는다'병에 반 전체가 걸려있다.
니노츠보 아야카시마루[二ノ坪 怪士丸（にのつぼ あやかしまる）]（성우：사토 치에）
10세, 물병자리, O형. 도서위원회 소속.
의외로 두뇌파. 헤이타와 친한 사이. 애니메이션에서는 버드나무로 하는 유령 놀이가 취미라고 말한다.
시모사카베 헤이타[下坂部 平太（しもさかべ へいた）]（성우：와타나베 쿠미코(10기)→요시다 사유리(16기)）
10세, 게자리, AB형. 용구위원회 소속.
아야카시마루와 친한 사이. 애니메이션에서는 묘지에서 술래잡기가 취미라고 말한다.
하츠시마 마고지로[初島 孫次郎（はつしま まごじろう）]（성우：시마카타 쥰코）
10세, 궁수자리, A형. 생물위원회 소속.
산지로가 말하길, "어두운 데다가 마이 페이스".
츠루마치 후시키조[鶴町 伏木蔵（つるまち ふしきぞう）]（성우：오오타 마유미(~11기)→아오야마 토우코(12기)→사카토 코마츠나(16기)）
10세, 사자자리, A형. 보건위원회 소속.
의외로 독설적. 란타로처럼, 불운한 것 같다.
샤도 카케마로[斜堂 影麿（しゃどう かげまろ）]（성우：스즈키 키요노부(대역: 타카기 와타루)/최승훈）
교과 담당 교사. 29세, 천칭자리, A형. 작법위원회의 고문.
진짜 유령도 도망칠 것 같은 기분 나쁜 분위기가 감도는 어두운 인물. 등장할 때는, 반드시 뒤쪽에 도깨비불이 있다. 신경질적으로 극도의 결벽증이 있다. 기숙사의 복도는 발끝으로 걷는다. 항상 소독약을 장비하며, 초크를 맨손으로 가지지 못한다. 분필이 부러졌다는 이유로 학생을 가르치지 않는 등, 전형적인 좋지 않은 교사이지만, 닌자로서 실력은 있다. 평상시엔 얌전한지만, 한계에 달하면 무서워진다. 반의 학생도 그의 영향을 받아 한결같게 어둡다. 이름의 유래는 'shadow'. 덧붙여서 애니메이션 초기는 2학년 담임이었다.
히나타 보쿠오[日向 墨男（ひなた ぼくお）]（성우：나카지마 토시히코(대역: 카케가와 히로히코)）
실기 담당 교사. 38세, 쌍둥이자리, O형. 체육위원회의 고문.
샤도 선생님과 대조적으로 밝은 성격. 혈색이 좋고, 엉덩이에 표창이 박혀도 웃고 있다. 컬 한 눈썹과 두꺼운 입술이 특징. 낮의 산책과 햇볕쬐기가 취미.

## 닌자학원 상급생

### 2학년
상급생의 교복은 우물 정(井)자 무늬와 동그라미가 찍혀있지 않다. 2학년의 교복은 바다색이며 2학년부터는 등장 인물의 수가 상대적으로 적어 사실상 반의 구별이 무의미하다.
이케다 사부로지[池田 三郎次（いけだ さぶろうじ）]（성우：타카노 우라라(~6기 도중)→시노미야 후우코(6기 13화~)/김현지）
2학년 이(い)반의 학생. 11세, 처녀자리, A형. 화약위원회 소속. 3권 첫등장. 애니메이션에서는 1기 첫등장.
한국판 명칭은 '사부로'. 부모님은 어부. 헤엄을 잘쳐서 닌자학원에서 스카우트한 특별우대생. 수둔술을 잘함. 성실하며, 상급생에게도 불쾌한 언동을 말한다. 자주 1학년 하반을 괴롭힌며, 참견을 하는 심술궂은 선배. 그러나, 그 반면 하반의 소동에 말려 들어가 피해를 받는 경우가 자주 있다. 최근에는 화약 위원으로서의 등장뿐. 하반과의 직접적인 관계는 줄어들고 있다. 애니메이션에서는 녹색의 머리카락. 초기의 애니메이션에서는 타키야샤마루와의 관련일이 많았다. 성의 유래는 오사카부 이케다시(池田市).
- 2학년 사부로지는 란키리신을 괴롭히는데는 쿠노이치처럼 선수. 그러나 약점이 있다면 벌레이다. 옆에 작은 벌레 하나라도 있으면 곧바로 기절한다.

카와니시 사콘[川西 左近（かわにし さこん）]（성우：타카토 야스히로(~8기, 12기 도중)→스즈키 우라라코(9기, 12기 도중~13기)→아마다 유키코(16기)(대역: 타키모토 후지코)）
2학년 이(い)반의 학생. 11세, 천칭자리, O형. 보건위원회 소속. 3권 첫등장. 애니메이션에서는 3기 첫등장.
사부로와 같이, 1학년 하반을 괴롭히는 심술궂은 선배이지만, 사실은 상냥한 성격으로 곤란해 하고 있는 사람을 내버려 둘 수 없는 등, 란타로를 닮은 일면이 있어, 실제로 2학년 중에는 란타로들에게 상냥한 묘사도 많다. 불운한 학생의 한 사람으로서, 작가 왈 "말려 들어가는 형태의 불운". 최근에는 보건 위원으로서의 출현이 한결같다. 성의 유래는 효고현 가와니시시(川西市), 이름은 코우가닌자・모치즈키 사콘(望月左近)로부터.
노세 큐사쿠[能勢 久作（のせ きゅうさく）]（성우：미네 아츠코(1기)→도몬 진(8기~)）
2학년 이(い)반의 학생. 11세, 게자리, A형. 도서위원회 소속. 3권 첫등장. 애니메이션에서는 1기 첫등장.
사부로지, 사콘과 함께하며, 1학년 하반을 괴롭히는 심술궂은 선배. 성실하고 꼼꼼하지만, 완고하고 융통성이 없고, 한계를 넘으면 이성을 잃어 버린다. 덧붙여서 애니메이션판 초기는 머리 모양이 파마, 큰 눈동자, 쳐진눈으로 캐릭터 디자인이 달랐다(10기 이후, 코믹스와 일치되었다). 성의 유래는 오사카부 노세쵸(能勢町).
토키토모 시로베[時友 四郎兵衛（ときとも しろべえ）]（성우：아다치 토모）
2학년 하(は)반의 학생. 11세, 황소자리, B형. 체육위원회 소속. 본명은 39권으로 판명. 34권 첫등장. 애니메이션에서는 16기 첫등장.
위원회 대항 전투에서는 언제나 변변한 대사를 받지 못한다. 성은 아마가사키시(尼崎市)의 지명, 이름은 코우가닌자·우카이 시로베(鵜飼四郎兵衛)로부터

#### 하니와 세키토[羽丹羽石人 (はにね せきと)]
2학년 하(は)반의 학생 화약위원회 소속 낙란 60권 첫등장 편입은 61권

마츠치요 요로즈[松千代 万（まつちよ よろず）] （성우：아라카와 타로）
2학년 이(い)반의 교과 담당 교사. 27세, 염소자리, 0형. 도서위원회의 고문. 25권 첫 등장. 애니메이션에서는 7기 첫 등장.
진한 콧수염과 덥수룩한 머리스타일의 거친 인상과는 반대로, 수줍음을 많이 타는 섬세한 성격. 극단적인 부끄럼쟁이라, 항상 노무라 선생님의 등 뒤에 숨은 채로 교무실을 나설 뿐만 아니라, 외출할 때도 전신에 옷감을 휘감고 누군가의 뒤를 다붓하게 걷는다. 말버릇은 "부끄러워~!!(恥ずかし～!!)". 수영은 서툴지만, 숨는 것은 특기. 이름의 유래는 'macho'.
노무라 유조[野村 雄三（のむら ゆうぞう）] （성우：후지와라 케이지）
2학년 이(い)반의 실기 담당 교사. 34세, 처녀자리, AB형, 이가노쿠니 출신. 3권 첫 등장. 애니메이션에서는 1기 첫 등장.
뇌꼴스럽고, 건방진 선생님. 애니메이션에서 명란젓처럼 두터운 입술 이었으나 18기부터 원작과 같은 얼굴로 수정되었다. 도시락 빨리 먹기가 특기. 락교와 파를 굉장히 싫어해, 애니메이션에서는 락교의 냄새를 맡는 것만으로도 속이 메쓰꺼워진다. 전 닌자학교의 교사였던 오오키 마사노스케와는 영원한 숙적. 자주 수업을 방해받지만, 도전을 받았을 때는 몸이 너덜너덜해질 때까지 싸운다. 이름의 유래는 작자의 지인으로부터.
히야 키오마루[樋屋 奇応丸（ひや きおうまる）]（성우：미키모토 유지）
전 신데모 하시로(新出 茂橋郎, 7권 등장)의 부하. 7권 첫 등장.
닌술을 도둑질에 사용하는 악인이었지만, 야마다 선생님의 설득에 회개하고 닌자로 돌아가기 위해 닌자학원 2학년으로 편입했다. 화약을 능숙하게 다루고, 약을 만드는 것이 특기. 애니메이션에서는 식당 아줌마의 생이별한 남동생이라는 설정이 추가되었다. 이름의 유래는 유아용 의약품인 히야 키오간(樋屋奇応丸)으로부터. 애니메이션에서는「樋屋 奇王丸(요미가나가 같다)」로 출연했다. 현재는 취급불명.

### 3학년
3학년의 교복은 풀색이다. 트러블메이커가 많고, 4학년과 사이가 나쁘다. 1~2학년 후배들을 통솔할 수 있는 능력이 부족하다.
이가사키 마고헤이[伊賀崎 孫兵（いがさき まごへい）]（성우：유우키 히로(1기)→치바 잇신(3기~)）
3학년 이(い)반의 학생. 12세, 염소자리, B형. 생물위원회 소속. 2권 첫등장. 애니메이션에서는 1기 첫등장. 한국판 명칭은 '마고헤'.
독사, 전갈 등의 위험한 생물을 몹시 사랑함. 사육하고 있는 것은 대체로 독이 있다. 사육장으로부터 독충이 매번 탈주해, 그 때마다 대소동을 일으키는 트러블 메이커. 사람보다 애완동물을 제일로 생각하는 위험한 생각을 가지고 있지만, 의외로 로맨티스트. 이름은 이가닌자·이가노사키 도우쥰(伊賀崎道順)으로부터 유래.
칸자키 사몬[神崎 左門（かんざき さもん）]（성우：미야타 코우키）
3학년 로(ろ)반의 학생. 12세, 사자자리, B형. 회계위원회 소속. 29권 첫등장. 애니메이션에서는 10기 첫등장.
통칭 '결단력 있는 방향치'. 키리마루가 말하길, "그가 길을 가르쳐주는 것은 '범죄'". 미키에몽은 "결단력 바보"라고 말하고 있다. 성실하지만, 조금 자기를 과신한다. 三病팀에서 적을 깔보는 타입으로 들어가 있다. 같은 회계 위원 미키에몽과는 언제나 고함치다가, 큰싸움이 되는 경우가 많다. 기억력은 우수한 편. 「찰랑찰랑 스트레이트 헤어 랭킹」 제9위. 이름은 효고현에 있는 칸자키강(神崎川)에서 유래하고 있다.
츠기야 산노스케[次屋 三之助（つぎや さんのすけ）]（성우：마루타 마리）
3학년 로(ろ)반의 학생. 12세, 사자자리, AB형. 체육위원회 소속. 36권 첫등장. 애니메이션에서는 16기 첫등장.
통칭 '자각 없는 방향치'. 사몬과 동급의 방향치로, 함께 행동할 경우 모두 행방 불명이 된다. 三病팀에서 적을 깔보는 타입으로 들어가 있다. 성의 유래는 아마가사키시의 츠기야(次屋), 이름은 코우가 닌자·오오하라 산노스케(大原三之助)로부터.
토마츠 사쿠베[富松 作兵衛（とまつ さくべえ）]（성우：아오야마 토우코）
3학년 로(ろ)반의 학생. 12세, 처녀자리, B형. 용구위원회 소속. 본명은 39권으로 판명. 35권 첫등장. 애니메이션에서는 16기 첫등장.
용구 위원의 일원으로서 왠지 차례는 많다. 원작에서는 비교적 제대로 된 성격이나 애니에서는 독창적인 발상으로 인한 피해망상이 격렬하다. 말투가 거친어투이다. 성의 유래는 아마가사키시 토마츠쵸(富松町), 이름은 코우가 닌자·미야지마 사쿠베(宮島作兵衛)로부터.
- 같은 로반(칸자키 사몬, 츠기야 산노스케)이 길을 잃으면 언제나 찾으러 다닌다. 주로 그 둘을 줄로 묶어 데리고 다닌다.

우라카제 토나이[浦風 藤内（うらかぜ とうない）]（성우：모모모리 스모모）
3학년 하(は)반의 학생. 12세, 염소자리, A형. 작법위원회 소속. 36권 첫등장. 애니메이션에서는 16기 첫등장.
곱슬거리는 앞머리가 특징. 매우 성실해, 자주 트레이닝이나 예습을 열심히 한다. 성의 유래는 아마가사키시의 지명, 이름은 코우가닌자・야마나카 토나이(山中藤内)로부터.
- 토나이는 예습이 과해서 학교기물을 예습에 사용하다 망가뜨려버린다. 용구위원한테는 주의인물.

산탄다 카즈마[三反田 数馬（さんたんだ かずま）]（성우：시모노 히로）
3학년 하(は)반의 학생. 12세, 물고기자리, A형. 보건위원회 소속. 본명은 39권으로 판명. 35권 첫등장. 애니메이션에서는 16기 첫등장.
보건위원장인 젠포우지 이사쿠에게 잊혀질 만큼 존재감이 약한, 불운한 학생. 애니메이션에서는 보라색의 머리카락이지만, 원작에서는 갈색. 성의 유래는 아마가사키시의 산탄다쵸(三反田町), 이름은 코우가 닌자・오오하라 카즈마(大原数馬)로부터.

### 4학년
4학년의 교복은 붉은색 계통의 보라색이다. 묘하게 독특한 인물이 모여 있다. 용모가 좋은 캐릭터가 많아 매니아들 사이에서 인기가 많고 출연도 다른 상급학년에 비해 상대적으로 많다.
타이라노 타키야샤마루[平 滝夜叉丸（たいらの たきやしゃまる）]（성우：타카기 와타루/박성태）
4학년 이(い)반의 학생. 13세, 물병자리, B형. 체육위원회 소속. 2권에서 첫등장. 애니메이션에서는 1기 첫등장. 한국판 명칭은 '타키야'.
전륜(戦輪)의 명수. 자칭『학년 제일의 성적우수』. 2학년, 3학년의 무도 대회에서 2연패를 달성 등, 실력은 확실하지만 과도의 자만심때문에 자신의 재능에 도취하고 있다. 키리마루가 말하길 "성격은 나빠(カス)". 그러나 의외로 후배를 잘 돌보고, 윗사람에 대한 예의도 있다. 체육위원회에서는 위원장의 폭주를 억제하는 역할을 맡고 있다. 애니메이션에서는 감정 표현이 격렬한 성격으로 바뀌었다. 주변에 친구가 없는 것을 자기 자신도 자각하고 있다. 전륜(戦輪)의 이름은 「린코(輪子)」. 미키에몬과는 서로 닮은 나머지 사이가 나쁜 라이벌. 달걀요리의 취향을 가지고 싸우기도 했다(타키야샤마루의 취향은 계란후라이).
「찰랑찰랑 스트레이트 헤어 랭킹 제2위」 수상. 이름의 유래는 타이라 노 마사카도(平将門)의 딸로 여겨지는 타키야샤히메(滝夜叉姫). 자주 독자들에게 성이 타키(滝), 이름이 야샤마루(夜叉丸)로 착각받고 있다.
아야베 키하치로[綾部 喜八郎（あやべ きはちろう）]（성우：이시다 아키라）
4학년 이(い)반의 학생. 13세, 황소자리, AB형. 작법위원회 소속. 26권 첫 등장, 본명은 34권으로 판명. 애니메이션에서는 13기 첫등장.
표표(飄飄)한 성격. 극단적인 마이페이스. 항상 무표정하며, 주변의 소란에도 불구하고 완전히 다른 방향으로 시선을 보내는 일이 거의 대부분. 작가가 말하길 “불가사의 하다”. 그러나 애니메이션에서는 밝은 성격으로 캐릭터가 바뀌었다. 취미 겸 특기는 함정을 파는 것으로, 자신이 제작한 참호나 함정, 그 도구(가래, 호미, 삽 등)에 이름을 붙이고 있다. 화풀이도 참호를 파면서 한다. 그가 제작한 함정은 프로 닌자들에게도 통용되는 레벨. 교정이 경합구역인 것을 이유로, 학교 내 이곳저곳에 참호를 파 사람들로부터 「4학년 い반의 구멍파기소승(穴堀り小僧)」으로 불린다. 성적은 클래스에서는 정확하게 중간.
헤어스타일은 곱슬거리는 느슨한 웨이브. 색은 원작에서는 갈색, 애니메이션에서는 짙은 회색이다. 성의 유래는 교토부 아야베시, 이름은 코우가 닌자·와다 키하치로(和田喜八郎)로부터 유래.
타무라 미키에몬[田村 三木ヱ門（たむら みきえもん）]（성우：아다치 시노부）
4학년 로(ろ)반의 학생. 13세, 양자리, A형. 회계위원회 소속. 2권 첫등장. 애니메이션에서는 1기 첫등장. 한국판 명칭은 '미키에'.
자칭 4학년의 아이돌. 자만의 정도는 타키야샤마루한테 지지 않는다. 실제로, 성적이 우수하지만 아직 미숙한 면도 있다. 호쾌한 성격이지만, 그 호쾌함이 화근이 되어 실패도 많다. 그러나 실패한 후에 자신의 결점을 고치려고 한결같이 노력하는 일면도 있다. 자신의 화기에 사치코, 유리코 등 여자이름을 붙여 소중히 하며, 애완동물을 다루는 느낌으로 소중히 하고 있다. 화기가 폭발하면 엄청나게 슬퍼한다. 후배 사타케 토라와카와 함께 쇼세이를 존경하고 있다. 좋아하는 음식은 카야쿠고항(加薬ご飯/야채밥), 달걀요리의 취향은 달걀말이. 같은 위원회 소속의 사키치와 사이가 나쁘다.
「찰랑찰랑 스트레이트 헤어 랭킹」랭크 외. 애니메이션 17기에 들어 다시 눈의 모양이 바뀌었다. 이름의 유래는 작가의 OL시대 동료의 이름으로부터.
하마 슈이치로[浜守一郎(はま しゅいちろう)] (성우:카지 유우키) 
4학년 로(ろ)반. 13세. 양자리. B형. 용구위원회 소속 원작 54권 첫 등장. 애니에서는 23기 첫 등장
뜨거운 성격, "야르!!!!!!!!!!!"라는 말버릇을 가지고 있다.
마츠호도성의 지성(支城)인 호도호도성을 혼자 지키던 소년. 조상 대대로 마츠호도성의 닌자였지만, 증조부 대에 마츠호도 성이 전쟁에서 패해 함락된 이후로 어느 성에도 고용되지 못하고 있는 몰락한 닌자 가문 출신.
편입한 4학년 하반의 사이토 타카마루와 달리 인술에 대한 지식은 어느정도 알고있다
아저씨 개그에 잘웃어서 안도 선생님이 좋아한다고(...)
같은반 타무라 미키에몬과는 농담(아저씨개그)을 주고받을 정도로 친한 사이. 가끔식 쓸데없는 질문을 하기도 한다. 미키에몬은 "아 그러냐?"라는 대답만 반복할뿐
사이토 타카마루[斉藤 タカ丸（さいとう たかまる）]（성우：나미카와 다이스케）
4학년 하(は)반의 학생. 15세, 천칭자리, A형. 화약위원회 소속. 38권 첫등장. 애니메이션에서는 15기 첫등장.
친가는 이발사. 자신도 이발사를 목표로 하고 있었다. 그러나 사이토가(家)는 원래 닌자가문이었으며 타카마루의 할아버지가 이발사로 변장한 닌자였던 것을 아버지로부터 알게 되면서, 이를 계기로 어쩔수 없이 닌자가 되기로 한다. 본래는 6학년의 연령이지만, 닌자의 경험이 없기 때문에, 4학년에 편입했다. 호기심이 왕성하고 위기감이 부족하다. 인술의 지식은 1학년 이하이지만, 한순간에 사람의 머리 모양을 바꾸는 기술을 가져, 그것을 이용해 적을 쓰러뜨리기도 한다. 손상된 머리카락은 허락하지 않는다.(손상된 머리카락들의 예:도이한스케와 타케야 하치자에몽) 머리 빗을때는 센조의 머리카락을 제일 행복하다고 함.작가 왈, 코마츠다와는 서로의 친가가 가까웠기 때문에, 편입 전부터 다소의 안면이 있었던 듯.
애니메이션에서는 금발(16기부터 엷은 노란색으로 변경). 직업상, 쿠노이치에게 인기가 있다. 이름의 유래와 모델은 작가의 지인인 미용사로부터.

### 5학년
5학년의 교복은 푸른색 계통의 보라색이다. 인격이나 버릇, 체질이 극단적으로 파탄한 캐릭터가 적고, 전체적으로 안정된 분위기를 보인다.
쿠쿠치 헤이스케[久々知 兵助（くくち へいすけ）]（성우：오다 토시미츠）
5학년 이(い)반의 학생. 14세, 물고기자리, A형. 화약위원회 소속. 36권 첫 등장, 본명은 37권으로 판명. 애니메이션에서는 16기 첫등장.
통칭 '두부소승'. 운동회 때 릴레이의 바톤으로 두부를 지참한 데서 유래되었다(자세한 것은 그림책 《これぞにんじゃの大運動会だ!?》를 참조). 다수의 팬이 쿠쿠치 헤이스케와 두부를 자연스럽게 매치시키는 것을 계기로, 이 설정은 작가 공식의 팬서비스가 되었다. 쿠쿠치 본인은 '두부소승'이라는 별명을 싫어하지만, 그에 반해 두부 요리를 좋아하고 두부에 대한 지식도 풍부하다. 성적은 굉장히 우수.
작가 왈, 도이 선생님의 젊은 무렵을 이미지하고 있다고 한다. 긴 속눈썹이 특징. 위원회 활동시에는 부재중인 위원장을 대신해 하급생들을 통솔하고 있다. 성의 유래는 아마가사키시의 쿠쿠치(久々知).
오하마 칸에몽[尾浜 勘右衛門（おはま かんえもん）]（성우：시부야 시게루）
5학년 이(い)반의 학생. 14세, 천칭자리, O형. 학급위원장 위원회 소속(5학년 い반 학급위원장) . 13권에 첫 등장했으며(인마 연습 중 부상을 입었다), 46권에 이르러 본명이 밝혀졌다. 애니메이션에서는 18기 첫등장. 16년 만의 등장이라 위원회는 소속되어 있지 않았지만 의지와 상관없이 학급위원회에 들게 되었다.
성씨의 유래는 아마가사키시의 오하마쵸(尾浜町). 이름은 코우가 닌자·우카이 칸에몬(鵜飼勘右衛門)으로부터.
하치야 사부로[鉢屋 三郎（はちや さぶろう）]（성우：야마자키 타쿠미/최승훈）
5학년 로(ろ)반의 학생. 14세, 쌍둥이자리, B형. 학급위원장 위원회 소속(5학년 ろ반 학급위원장). 2권 첫등장. 애니메이션에서는 4기 첫등장. 한국판 명칭은 '하치야'.
장난이 심하고, 진묘한 변장으로 사람들을 놀라게 하는 것이 취미인 괴짜. 마이페이스 기질이 다분하다. 변장술에 있어서는 6학년보다 능숙하다고 평가되고 있는 변장의 명인. 그의 본 모습은 아무도 모르며(작가 왈, "변장하지 않은 사부로의 헤어 스타일은 찰랑찰랑 스트레이트 헤어"), 사람 뿐 아니라 지장이나 아미타여래 등으로도 변장할 수 있다. 평상시에는 동급생인 후와 라이조로 변장하고 있을 때가 많다. 자주 의미없는 씬으로 1컷마다 다른 얼굴로 변해 본인만이 즐기고 있는 일이 있다. 이 만화의 등장인물 전원으로 변장할 수 있지만, 얼굴은 흉내내도 체형은 속일 수 없기 때문에 1학년 하(は)반의 학생들처럼 몸집이 작은 사람으로 변장하면 부자연스럽게 된다(하지만 신베의 얼굴은 변장하기 쉽기 때문에 마음에 들어하고 있다). 자신이 변장하는 것에 그치지 않고 다른 사람을 변장시키는 것도 가능하지만, 센스는 그다지 좋지 않다. 변장의 명인이므로 상대의 변장을 간파하는 것도 능숙하다. 애니메이션에서는 사부로가 변장을 자주하기 때문에 자신의 얼굴을 잊어버린적도 있다
이름의 유래는 아마고 쓰네히사(尼子経久)의 가신·하치야야노 사부로(鉢屋弥三郎)로부터.
- 애니메이션에서는「鉢屋」가 차별용어로 판단되어, 동음이의어인 「蜂屋」로 표기가 고쳐졌다.
- 사부로는 휴일에는 본래모습으로 마을 이곳저곳을 돌아다닌다고한다. 하지만 아무도 본래모습을 본적 없기 때문에 알아보지못한다.
- 사부로는 신베의 얼굴을 마음에 들어하는듯. 변장하기 쉽기 때문이다.

후와 라이조[不破 雷蔵（ふわ らいぞう）]（성우：카네마루 쥰이치/이호산）
5학년 로(ろ)반의 학생. 14세, 물고기자리, O형. 도서위원회 소속. 18권 첫등장. 애니메이션에서는 3기 첫등장. 한국판 명칭은 '라이조'.
온후하고 친절한 성격. 란타로 무리들에게 후배를 잘 돌보는 상냥한 선배로서 존경받고 있다. 도서위원회에서는 쵸지를 대신해 후배들을 통솔하고 있다.신기하게도 라이조는 쵸지의 말을 알아듣는다고 한다. 성적은 우수하지만, 우유부단해 쉽게 결단을 내리지 못하고 헤매는 나쁜 버릇이 있다(하지만 이때다!라고 생각될 때에는 의외로 털털한 모습을 보인다). 자기주장은 약한 편. 같은 반의 하치야 사부로와는 '5학년 ろ반의 명물콤비'라고 불릴 정도로 절친한 사이이지만, 그런 사부로에게 얼굴을 몇 번이나 무단으로 도용당하고 있다. 순간적인 재치와 곤란해 하는 사람을 내버려 둘 수 없는 점은 란타로와 비슷. 너무 성실한 것이 그의 결점(by 야마다 선생님)이었으나, 18권의 서바이벌 오리엔티어링을 거쳐 장난기가 생겼다.
헤어컬러는 밝은 갈색(원작은 흑발). 이름의 유래는 사자성어 부화뇌동.
타케야 하치자에몽[竹谷 八左ヱ門（たけや はちざえもん）]（성우：아즈마 류이치）
5학년 로(ろ)반의 학생. 14세, 궁수자리, B형. 생물위원회 소속. 26권 첫 등장, 본명은 39권으로 판명. 애니메이션에서는 16기 첫등장.
언제나 밝게 웃는 얼굴. '한 번 기른 것은 끝까지 보살피는 것이 사람으로서 당연한 일'이라는 신념을 가지고 있다. 위원회에서는 부재중인 위원장을 대신해 하급생을 통솔하고 있다.
애니메이션에서는 회색의 머리카락(원작에서는 갈색). 성의 유래는 아마가사키시의 타케야쵸(竹谷町), 이름은 코우가 닌자·우에노 하치자에몽(上野八左衛門)으로부터 유래.
- 원래 '타케야'라는 성(姓)은 4학년 학생인 '아야베 키하치로'에게 붙일 예정의 이름이었다.
- 타케야는 벌레를 먹을 수 있다.(!)

키노시타 테츠마루[木下 鉄丸（きのした てつまる）]（성우：미즈토리 테츠오）
5학년 이(い)반의 실기담당. 39세, 양자리, O형. 생물위원회의 고문. 8권 첫등장. 애니메이션에서는 1기 첫등장.
시끄럽다고 생각될 만큼의 큰 소리로 박력을 과시하는 무서운 선생님. 언제나 핏대를 세우고 있다. 웃는 얼굴이 무섭게 느껴지지만, 실은 항상 학생을 생각하고 있다. 학생 전원이 만점을 받았을 때 그것이 커닝 덕분임을 알고 있음에도 불구하고 “교사에게 들키지 않고 커닝할 수 있을 정도로 아이들이 성장했다”고 감격스런 눈물을 흘렸다. 학생에게 절대 상냥한 얼굴을 보여주지 않으려고 애를 쓴다.
작가가 다녔던 중학교 체육교사에게서 이름을 따왔다.

### 6학년
6학년의 교복은 짙은 초록색이다. 닌자학원은 학년이 오름에 따라 탈락자가 나오기 때문에, 최고 학년인 6학년은 특히 인원수가 적다. 캐릭터의 개성이 다양해 팬들에게 인기가 많고, 상급생이니만큼 대부분이 각 위원회의 위원장 직을 맡고 있다.
시오에 몬지로[潮江 文次郎（しおえ もんじろう）]（성우：나리타 켄）
6학년 이(い)반의 학생. 15세, 사자자리, B형, 신장 165cm. 회계 위원장. 29권 첫등장(이름 뿐이라면, 23권 첫등장). 애니메이션에서는6기 첫등장. 한국판의 명칭은 ‘시오에몬’.
'닌자학원 제일의 긴긴(ギンギーン) 닌자 하고 있는 남자'(그 이명에 비해 성적은 평범). 단련 바보로 항상 단련을 게을리하지 않고, 외적의 침입을 경계하고 있다. 급한 성격, 열혈, 지기 싫어하는 경향. 특히 무투파인 케마 토메사부로와는 견원지간. 다른 위원회에 강한 라이벌 의식을 가지고 있어, 회계 위원이 실수를 하면 반드시 단련시킨다. 또 정신력을 단련한다는 이유로 10kg짜리 주판을 강제로 사용하게 하고 있다. 통칭 '지옥의 회계 위원장'. 특기 무기는 후쿠로야리(袋槍/대창). 해변가 출신으로 수중전도 자랑으로 여긴다. 돌머리로, 분한 일이 있으면 장소를 상관하지 않고 머리를 부딪히는 나쁜 버릇이 있어, 그 때마다 벽을 부수고 있다. 좋아하는 말은 임기응변. 애니메이션 설정으로 장래, 닌자학원 학원장이 되는 야망을 가지고 있다.
작가 왈, 밤의 트레이닝에 의한 수면 부족의 탓으로 진한 다크서클이 있다. 성의 유래는 아마가사키시의 시오강(潮江), 이름은 코우가 닌자·신 몬지로(針文次郎)로부터.
타치바나 센조[立花 仙蔵（たちばな せんぞう）]（성우：호시 소이치로）
6학년 이(い)반의 학생. 15세, 염소자리, AB형, 신장 163cm. 작법 위원장. 24권 첫등장(정확하게는23권의 표지 그림). 애니메이션에서는 6기 첫등장(한국판에서는 5기 첫등장). 한국판의 명칭은 ‘치바나’.
화약의 취급·지식에 대해서는 학원제일이라고 말해지는 우수한 학생. 좌우명은 "인술은 과학이다". 학원제일의 쿨+냉정이라고 평가되지만, 의외로 장난기가 넘친다. 애니메이션에서는 급한 성질, 나르시스트 같은 일면을 보인다.
17기 방영된 '인기의 머리모양'의 단에서 쿠노이치교실의 토모미가 센조에게 호감을 가지고 있는 것이 밝혀졌다.
제 9기부터 1년에 한번, 신베·키산타와 함께 3명이서 등장하는 오리지널 에피소드, 통칭 「엄금 시리즈」가 있어, 화약과의 궁합이 최악인 두 명의 탓으로 생각했던 대로 일이 진행되지 않고 자신의 호로쿠히야(焙烙火矢/보록화시)의 폭발등 재난에 휩쓸리는 경우가 많다. 특기인 무기는 호로쿠히야, 때에 따라 스스로 화기를 개량·제작하기도 한다.
「찰랑찰랑 스트레이트 헤어 랭킹」 제1위 수상. 피부가 타 캐릭터들에 비해 많이 희다. 작가의 지인(여성)이 모델. 성의 유래는 아마가사키시의 타치바나쵸(立花町), 이름은 코우가 닌자·모치즈키 센조(望月仙蔵)로부터.
나카자이케 쵸지[中在家 長次（なかざいけ ちょうじ）]（성우：시부야 시게루）
6학년 로(ろ)반의 학생. 15세, 전갈자리, AB형, 신장 170cm. 도서 위원장. 26권 첫등장(정확하게는 23권 표지 그림). 애니메이션에서는 6기 첫등장(한국판에서는 5기 첫등장). 한국판 명칭은 ‘나카자이’.
'닌자학원 제일의 과묵한 남자'. 무뚝뚝한 얼굴에 목소리가 작기 때문에 무슨 말을 하고 있는지 대부분 모른다. 그 때문에 도서 위원의 하급생이 통역을 담당하고 있다. 협조성·붙임성은 없지만, 행동은 친절. 사물을 냉정하게 볼 수 있다. 남만의 말도 어느 정도 이해할 수 있을 정도로 어학적 식견이 높다. 자신 쪽으로 물건이 날아오면 배구공처럼 토스하는 버릇이 있다. 특기 무기는 죠우효우(縄標/줄표창)로, 도서실에서의 규칙지도에 사용하기도 한다. 도서실의 질서 유지에 엄격하다. 애니메이션에서는, 신베의 여동생 카메코에게 호의를 받고 있다. 카스테라, 만쥬 등 단 음식을 좋아하는 경향이 있고, 나팔꽃을 돌보는 등 의외의 일면을 보인다.
얼굴의 상처는 죠우효우의 연습중에 생긴 것. 또 체내에도 상처가 있어, 웃으면 그 상처가 아프기 때문에 웃지 않게 되었다(옛날은 잘 웃는 아이였다). 때때로 보이는 웃는 얼굴은 으스스함(不気味). 애니메이션에서는 기분 나쁘게 껄껄 웃고 있는 씬이 많다. 무뚝뚝한 얼굴일 때에는 기분이 좋고, 웃고 있을 때는 분노를 나타내고 있다. 몸집이 크고 근육질인 몸매라 주변에 위압감을 조성하며, “15세로 보이지 않는다”는 말을 듣기도 한다. 성의 유래는 아마가사키시의 나카자이케쵸(在家町), 이름은 코우가 닌자·오오하라 쵸지(大原長次)로부터.
나나마츠 코헤이타[七松 小平太（ななまつ こへいた）]（성우：칸나 노부토시）
6학년 로(ろ)반의 학생. 15세, 사자자리, O형, 신장 168cm. 체육 위원장. 24권 첫등장(이름 뿐이라면, 23권 첫등장). 애니메이션에서는 6기 첫등장(한국판에서는 5기 첫 등장). 한국판 명칭은 ‘고헤타’.
밝고 호쾌한 성격. 참호파기가 취미. 닌술은 힘 기술 전반. 그러나 작가에 의하면 머리는 6학년까지 진급할 수 있던 것이 이상할 정도로 좋지 않은 것 같다(다만, 상급생으로서 그 나름대로의 지식은 가지고 있다). 물건이 날아 오면 배구에서 속공하듯 쳐 내거나 축구공을 차듯 반격하는 기벽(奇癖)의 소유자. 말버릇은 "이케이케 돈돈!" (いけいけどんどーん/갈 수있어, 갈 수있어!). 분방한 행동으로 후배를 휘둘러, 타키야샤마루도 그의 앞에서는 얌전해질 정도. 소속된 체육위원회를 위원회의 꽃(花形)이라고 부르며 아낀다. 포탄을 축구공대신 사용하고, 배구공을 터뜨려 갈라 버리는 괴력(クソ力)의 소유자. 쓸데없이 체력이 남아 돌고 있다. 다수의 비품이 매번 그의 괴력에 의해 파괴되어 체육위원회의 예산 삭감의 원인으로 작용하며(코헤이타 본인은 이를 절대 납득하지 않는다), 이 때문에 회계위원을 라이벌시 하고 있다.
성의 유래는 아마가사키시의 지명, 이름은 코우가 닌자·미야지마 코헤이타(宮嶋小平太)로부터.
- 코헤이타는 평소에는 티를 내지 않지만 귀신을 엄청 좋아한다 잘 때는 귀신놀이를 하지 않으면 절대로 자지 않는다고 한다.

케마 토메사부로[食満 留三郎（けま とめさぶろう）]（성우：스즈키 치히로）
6학년 하(は)반의 학생. 15세, 양자리, A형, 신장 166cm. 용구 위원장. 22권 첫 등장, 본명은 40권으로 판명. 애니메이션에서는 16기 첫등장.
기가 세고 성미가 급한 뜨거운 성격, 무투파 타입의 상급생. 특기 무기는 눈차크(鉄双節棍/철쌍절곤). 서로 닮은 듯한 몬지로와는 싸움만 하고 있지만, 협력 해야할 곳에서는 서로 협력하고 있다(그러나 협력하면 집중호우가 내린다).
17기 방영된 '인기의 머리모양'의 단에서 쿠노이치교실의 유키가 토메사부로에게 호감을 가지고 있는 것이 밝혀졌다.
후배를 잘 돌볼 뿐 아니라 초면의 동년배 풍마인술학원의 스즈고야 요시로에게도 상냥하게 말을 건네는 등, 낯가림이 적고 주변 사람들과의 친화력이 좋은 시원 싹싹한 천성. 이사쿠와 같은 방. 작가 왈, 그 이사쿠의 불운이 감염되어 쁘띠(프랑스어: petit) 불운화하고 있는 것 같다. 이전에 도쿠타케 닌술교실의 강사로서 도쿠타케에 스카우트되었던 적이 있다. 첫등장으로부터 재등장까지 9년이 걸렸기 때문에 ‘9년 만의 프린스’라 불리고 있다.
성의 유래는 아마가사키시의 케마(食満), 이름은 코우가 닌자·타키 토메사부로(滝留三郎)로부터.
젠포우지 이사쿠[善法寺 伊作（ぜんぽうじ いさく）]（성우：오키아유 료타로）
6학년 하(は)반의 학생. 15세, 양자리, O형, 신장 163cm. 보건위원장. 26권 첫등장. 애니메이션에서는 10기 첫등장.
온후하고 사람 돌보기를 좋아하는 상냥한 성격. 다친 사람들을 보면 적이든 아군이든 상관하지 않고 일단 응급처치를 해주어, 인술학원의 적이 되는 타소가레도키성의 닌자부대 대장인 잣토 콘나몽(雑渡昆奈門)을 구원하기도 했다. 란타로들의 형(兄)적인 존재. 무기 대신 구급상자를 항상 휴대하고 있으며, 약품·약초의 지식을 잘 안다. 불운한 학생이 모인다고 일컬어져 학원 내에서 꺼려하는 보건 위원회를 6년간 계속 맡은 보건위원장으로, 실제로도 여러 가지로 운이 없어「불운 위원장」으로 불리며 함정에 빠지는 정도는 이미 일상다반사로 여겨진다.
17기 방영된 '인기의 머리모양'의 단에서 쿠노이치교실의 시게가 이사쿠에게 호감을 가지고 있는 것이 밝혀졌다.
닌술의 성적은 나쁘고, 여러 불운에 휘말리며, 사람 좋은 성격이 원인이 되어 임무 실패가 많은 등 6학년 중에서도 닌자에게 적합하지 않다고 주위에서 말하고 있지만, 위원회의 예산을 보충하기 위해 기한 마감의 약품으로 약선요리(藥膳料理)를 만들어 판매하는 등 방심할 수 없는 일면을 보이기도 한다. 작가 왈 「마을 소녀들에게 인기있는 것은 센조, 쿠노이치에게 인기 있는 것은 이사쿠(자주 함정에 걸리기 때문에)｣. 자신과 토메사부로의 기숙사 방에는 골격표본인 「코짱(コーちゃん)」과 약장 등 의료에 관련된 물품들이 많고, 방에서 자신이 제조한 약을 달이는 일도 종종 있는 듯 하다.
성의 유래는 아마가사키시의 젠포우지쵸(善法寺町), 이름은 작가 지인의 세례명 'Isaac'으로부터.
- 평소에도 불운이 따르지만 이를 막는데는 별 의지가 없다. 제일 불운이 많이 따르는 곳은 닌자학원 밖이라 한다.

## 닌자학원 위원회
회계위원회[会計委員会（かいけいいんかい）]
독특한 캐릭터들로 구성되어 있는(작자 가라사대 "사자자리 B형의 캐릭터들이 위원회에 모여있다"), 통칭 「지옥의 회계 위원회」. 그러나 차례가 있어도 활약이 없다, 라고 평가되고 있다.
주 업무는 회계장부를 계산을 하는 것. 매 결산일이 다가오면, 철야작업도 불사한다. 위원장 시오에 몬지로의 발안으로 위원회의 멤버 모두가 10kg 주판을 강제로 사용하고 있다(러닝 등의 단련에도 지참한다). 예산회의는 각 위원회들이 회계위원회로부터 예산을 강탈하기 위해 필사적으로 항전하므로, 매 회 무서운 공방전이 펼쳐진다(「'予算会議'라 쓰고 '合戦'이라고 읽는다」는 말이 나올 정도).
「戦え、会計委員会~♪」라는 회계위원회 전용의 테마송이 있다.
- 고문: 1학년 이(い)반 교과 담당 안도 나츠노죠 / 위원장: 6학년 이(い)반 시오에 몬지로 / 위원: 4학년 로(ろ)반 타무라 미키에몬, 3학년 로(ろ)반 칸자키 사몬, 1학년 이(い)반 닌교 사키치, 1학년 하(は)반 카토 단조

작법위원회(예법위원회)[作法委員会（さほういいんかい）]
수급확인 실습에 필요한 피겨 등의 과격한 물건을 취급하므로, 담력이 있는 학생이 아니면 할 수 없다고 말해지고 있다. 헤드 피겨의 관리는 본래 용구위원회가 담당했으나, 위원장 타치바나 센조의 발안으로 예법위원회의 관할로 변경되었다.
위원회 멤버 대부분이 계략이나 덫, 함정장치를 자랑으로 여기는 학생들이며, 1학년들은 1학년 도중부터 입부되고 있다. 예산회의에서는 헤드 피겨(주로 학원장의 얼굴)를 무기로 사용하며, 타 위원회를 견제하기 위해 과격한 함정장치도 설치한다.
- 고문: 1학년 로(ろ)반 교과 담당 샤도우 카게마로 / 위원장: 6학년 이(い)반 타치바나 센조 / 위원: 4학년 이(い)반 아야베 키하치로, 3학년 하(は)반 우라카제 토나이, 1학년 이(い)반 쿠로카도 덴시치, 1학년 하(は)반 사사야마 헤이다유

-닌타마에서 나오는 작법(作法)은 굳이 한국어로 하면 '예의범절,관행,관례,의례,규범'이라는 의미를 가진 말이다.(실제로 일본어 사전에서 작법을 치면 예법이 나온다)
즉, 사무라이 중심의 전투 의식을 칭한다고 보면 된다.
이것들은 이른바 군사행정의 예조에 해당하는 일들로, 이러한 것을 한국에선 예로부터 '예법'이라는 말로 칭했다.
도서위원회[図書委員会（としょいいんかい）]
도서의 대출반납관리, 서고정리, 벌레먹은 도서의 보수 등 책과 관련된 일 뿐 아니라, 도서관의 질서를 어지럽히는 학생들에게 경고를 주는 것도 도서위원회의 업무이다. 위원장 나카자이케 쵸지의 독특한 분위기로 인해, 위원장과 위원들 사이에 기묘한 공기가 흐르고 있다. 1학년들 사이에서는 '무서운 위원회'라고 이야기되고 있다.
도서실의 대출카드는 예산회의 때 수리검 대용으로 사용된다.
- 고문: 2학년 이(い)반 교과 담당 마츠치요 요로즈 / 위원장: 6학년 로(ろ)반 나카자이케 쵸지 / 위원: 5학년 로(ろ)반 후와 라이조, 2학년 이(い)반 노세 큐사쿠, 1학년 로(ろ)반 니노츠보 아야카시마루, 1학년 하(は)반 셋츠노 키리마루

체육위원회[体育委員会（たいいくいいんかい）]
위원장 나나마츠 코헤이타 가라사대 「체육위원회는 모든 위원회 중의 ☆(花形)」. 야외훈련 목적으로 장거리 코스를 왕복으로 달리는 등, 다른 위원회에 비해 육체적인 활동이 많다.
체육위원회로 위원장 나나마츠 코헤이타가 파괴한 학교의 비품들을 보충하고 학교내외 곳곳에 판 참호들을 메우기 위한 비용들이 청구되기 때문에, 예산회의에서 예산이 싹둑 깎여버리는 경우가 많다. 예산회의에서 사용하는 무기는 포탄.
- 고문: 1학년 이(い)반 실기 담당 아츠기 타이츠, 1학년 로(ろ)반 실기 담당 히나타 호쿠오 / 위원장: 6학년 로(ろ)반 나나마츠 코헤이타 / 위원: 4학년 이(い)반 타이라노 타키야샤마루, 3학년 로(ろ)반 츠기야 산노스케, 2학년 하(は)반 토키토모 시로베, 1학년 하(は)반 미나모토 킨고

보건위원회[保健委員会（ほけんいいんかい）]
검변용 성냥상자를 모으는 업무로 인해, 어느 누구도 보건위원을 하겠다고 자진해 나서지 않는다. 이 때문에 보건위원회는 불운한 학생들이 모인다는 편견이 생겨, 통칭 「불운위원회」라 주위로부터 매도되고 있다. 그 외에도 화장실들의 화장지를 교체하고, 위생캠페인을 벌이며, 아픈 학생들을 치료·간호하는 등 학생들의 보건에 관련한 업무 전반을 담당하고 있기 때문에 쉴틈이 많이 없다.
예산회의에서는 사용이 끝난 검변용 성냥상자나 필요없는 약재,신베가 코푼 휴지들을 무기로 사용한다.
- 고문: 교의 니이노 히로카즈 / 위원장: 6학년 하(は)반 젠포우지 이사쿠 / 위원: 3학년 하(は)반 산탄다 카즈마, 2학년 이(い)반 카와니시 사콘, 1학년 로(ろ)반 츠루마치 후시키조, 1학년 하(は)반 이나데라 란타로

용구위원회[用具委員会（ようぐいいんかい）]
주 업무는 병기를 비롯한 학교의 모든 비품들을 관리하는 것. 작법위원장 타치바나 센조가 발안하기 전까지는 피겨도 용구위원회의 관리 아래 있었다. 때에 따라 중대형의 화기를 옮기는 중노동도 해야하기 때문에 각 반에서 2명씩 차출되는 것이 일반적(현재까지 밝혀진 것은 다섯). 그 외에 벽과 지붕, 오리보트 등의 보수작업도 담당하고 있다.
종이딱총의 요령을 빌려 벽의 보수작업에 사용하는 회반죽을 날리는 '회반죽포'를 개발해, 예산회의 시 무기로 사용하고 있다.
- 고문: 사무 주임 요시노 사쿠조 / 위원장: 6학년 하(は)반 케마 토메사부로 / 위원: 4학년 로(ろ)반 하마 슈이치로, 3학년 로(ろ)반 토마츠 사쿠베, 1학년 로(ろ)반 시모사카베 헤이타. 1학년 하(は)반 후쿠토미 신베, 1학년 하(は)반 야마무라 키산타

생물위원회[生物委員会（せいぶついいんかい）]
주 업무는 닌자학원에서 사육하는 독충들을 돌보는 것. 그러나 실은, 사육하는 생물의 반이 3학년 이가사키 마고헤이가 개인적으로 기르는 애완동물들이다. 종종 독충이나 독사를 탈주시켜 학원 내에 대소동을 야기하기 때문에, 이를 이유로 예산회의에서 예산이 반절로 삭감된다. 언제나 부재중인 생물위원장은 캐릭터 설정이 되어있지 않은 상태. 5학년 타케야 하치자에몽이 위원장 대리로서 역할하고 있다.
예산회의 시의 무기는 송충이, 방귀벌레 등 사육하고 있는 곤충.
- 고문: 5학년 이(い)반 실기 담당 키노시타 테츠마루 / 위원: 5학년 로(ろ)반 타케야 하치자에몽, 3학년 이(い)반 이가사키 마고헤이, 1학년 이(い)반 카미노시마 잇페이, 1학년 로(ろ)반 하츠시마 마고지로, 1학년 하(は)반 유메사키 산지로, 1학년 하(は)반 사타케 토라와카

화약위원회[火薬委員会（かやくいいんかい）]
화약(&화약의 재료인 초석)의 재고 확인 이외에는 특별히 두드러지는 업무가 없어, 언제나「무엇을 하는지 모르겠어. 그래도 좋아?」라고 말해질 정도로 존재감이 희미한 위원회. 언제나 부재중인 화약위원장은 캐릭터 설정이 되어있지 않은 상태. 5학년 쿠쿠치 헤이스케가 위원장 대리로서 활동하고 있다.
과거에 화기를 자랑으로 여기는 학생의 불씨가 원인이 되어 화약고가 폭발하는 사고가 일어났던 적이 있어, 화기사용을 자랑으로 여기는 학생은 화약위원회에 입부시키지 않는다는 암묵의 룰이 있다.
온도와 습도에 민감한 화약의 보관을 위해 화약고의 온도는 항상 낮은데다 난방기를 사용할 수 없어, 추위를 달래기 위해 감주를 마시려 한 것이 예산삭감의 원인이 되었다.
- 고문: 1학년 하(は)반 교과 담당 도이 한스케 / 위원: 5학년 이(い)반 쿠쿠치 헤이스케, 4학년 하(は)반 사이토 타카마루, 2학년 이(い)반 이케다 사부로지, 1학년 하(は)반 니노쿠루와 이스케

학급위원장 위원회[学級委員長委員会（がっきゅういいんちょういいんかい）]
각 반들의 학급위원들이 모여있으며, 4사람 이외의 멤버는 현재로서 판명되지 않았다. 원작 43권의 명부 표기로 추측건대, 학급위원장 위원회에는 위원장 제도가 없는 것 같다. 언제인가부터 교장이 고문이 되어있다.
학급통솔 전반의 일을 계획·담당하며, 때에 따라 갑자기 생기는 학원장 주관의 행사에서는 참가 대신 옵저버 및 심판·진행자 역할을 맡는다. 그러나 실상 하는 일은 딱히 없는 모양. 위원회 예산의 대부분은 활동 중의 간식비이며, 이는 타 위원회의 예산과는 달리 예산회의에서 결정되지 않고 나중에 고문인 교장이 제 마음대로 계상했다(때문에 예산회의에서 학급위원장 위원회는 치열하게 싸울 필요가 없다).
- 고문: 교장 오오카와 헤이지 우즈마사 / 위원: 5학년 로(ろ)반 하치야 사부로, 5학년 이(い)반 오하마 칸에몽, 1학년 이(い)반 이마후쿠 히코시로, 1학년 하(は)반 쿠로키 쇼자에몽

## 쿠노이치 교실
현재로는 6명의 학생이 있으며, 애니메이션에는 12명이 재적(덧붙여서 이 학급 이외에, 하나 더 있다고 작가가 말했다).

쿠노이치 교실은, 닌자학원에 존재하는 여자 전용의 교실. 원칙으로 남자와 별도 수업을 실시해, 허가없이 서로의 부지에 들어가는 것은 금지되고 있다.

애니메이션과 코믹스는 가장 취급이 다른 캐릭터로, 실질 히로인의 취급을 받는 것은 애니메이션판.

코믹스에서의 그녀들은 어디까지나 란타로들을 뛰어넘는 "남자닌자보다 무서운 여자닌자"로서 등장하고 있다. 등장도 많지 않다.

제복의 모양은 꽃 무늬. 애니메이션에서는 소용돌이 모양. 애니메이션 오리지널의 시게를 제외하면, 전원 성이 밝혀지지 않았다.
유키[ユキ]（성우：탄게 사쿠라(2~8기)→코우다 마리코(1기, 9기~)/이소은）
11세, 염소자리, B형, 스마 출신.
갑부의 딸로, 예의범절 견습을 위해서 학원에 입학. 원작에서는 토모미에 비하면 쿨하고 할 마음이 없는 성격. 남자를 구박하는 것이 취미. 여자 아이다운 사랑스러움이 전면에 내세워진 애니메이션판과 가장 인상이 다른 캐릭터다. 토모미와 사이좋은 사이. 코믹스, 애니메이션 모두 파마가 된 포니테일로 매듭에 리본을 붙이고 있다. 코믹스에서는 갈색 머리, 애니메이션판에서는 오렌지의 머리카락이다.
토모미[トモミ]（성우：에모리 히로코/김보영）
11세, 양자리, B형.
적의 포위망을 혼자서 돌파할 정도의 가라데의 달인. 열혈적인 성격으로, 더 강한 여자가 되기 위해 닌자학원에 입학했다. 유키보다 약간 마음씨가 좋고, 가정적이다. 유키와 사이가 좋다. 애니메이션에서는 코믹스의 유키와의 차별화가 진행되고 있다. 애니메이션에서 친가는 농가이며, 학급 위원장이라고 하는 설정. 원작에서는 흑발의 빈삭로 위로 치켜올라간 눈.애니메이션에서는 청발에 둥근 눈.
오오카와 시게[大川 シゲ]（성우：무타 아키코/전혜수）
11세, 사자자리, B형. 통칭 시게. 애니메이션 오리지널 캐릭터(프린세스 코믹스에는 등장하고 있다). 한국판 명칭은 '시게미'
학원장의 손녀. 멋대로이지만 유키·토모미보다 차분한 성격. 그 체형과는 정반대로 의외로 빠르다. 유키, 토모미와 사이가 좋다. 신베와는 서로 사귀고 사랑하는 사이이며, 항상 그가 코를 풀어 주기 위한 손수건을 가지고 다니고 있다.아기말로 이야기하는 버릇이 있어, 초기는 말끝에'~에요'라고 붙였던 적이 있다.
시오리[しおり]（성우：마미(1기)→와타나베 쿠미코(2기)→사토 치에(12기)→모모모리 스모모(15기~)）
11세. 애니메이션 오리지널에서 코믹스로 진출. 22권 첫등장
소극적인 성격이다. 31권으로 그녀의 등장 장면은 애니메이션이라면 시게로 대신할 수 있다. 코믹스, 애니메이션 모두 흑발. 코믹스에서는 둥근 눈으로, 애니메이션에서는 위로 치켜올라간 눈이다.
소우코[そうこ]（성우：스즈키 토미코(2기)→와타나베 쿠미코(12기)→요시다 코나미(15기~)）
11세. 애니메이션 오리지널로부터 코믹스에도 진출. 31권첫등장.
코믹스에서는 유키, 토모미 다음으로 많이 나온다. 원작에서는 흑발로 위로 치켜올라간 눈에 긴 첩모.애니메이션에서는 둥근 눈으로 검고 윤기나는 여자의 머리에 핑크리본을 매달고 있다.
먹성이 좋아, 쿠노이치교실에서도 먹성이 좋다고도 할 수 있다.
아야카[あやか]（성우：사토 치에(2기)→미츠이시 코토노(10기)→키모토 오리에(15기~)(대역: 모모모리 스모모)）
11세. 애니메이션 오리지널로부터 코믹스에도 진출. 31권첫등장.
갈색 머리이며, 뒷 머리카락은 파마가 특징.
미카[みか]（성우：마미(2기)→와카나 요우코(12기)→세나 아유미(15기~)）
11세.애니메이션 오리지널로부터 코믹스에도 진출. 31권첫등장.
둥근얼굴. 코믹스에서는 흑발로 곧은 결이 있지만, 애니메이션에서는 갈색 머리로 곧은 결은 없다.
나오미[なおみ]（성우：이시카와 히로미(10기)→노나카 아이(15기~)）
애니메이션 오리지널 캐릭터.
애니메이션에서 초기부터 있음에도 불구하고, 코믹스에는 등장하지 않았다. 주근깨가 특징.
앗코[亜子(あっこ)]
애니메이션 오리지널 캐릭터.
모델은 4권의 238페이지, 오른쪽에서 2명째의 인물. 갈색 머리에 꽃으로 머리 치장.
이이코[猪々子(いいこ)]
애니메이션 오리지널 캐릭터.
모델은 4권의 238페이지, 오른쪽에서 3명째의 인물. 검고 윤기나는 머리에 핑크색 리본.
웃코[卯子(うっこ)]（성우：타카하시 카즈요(12기)→마루타 마리(16기)）
애니메이션 오리지널 캐릭터.
모델은 초기의 토모미. 갈색 머리로. 12기「유키 달리는 것의 단」으로 대사가 주어졌다.
에에코[恵々子(ええこ)]（성우：코바야시 유코）
애니메이션 오리지널 캐릭터.
애니메이션 초기는 또렷한 눈으로 갈색 머리였지만, 현재는 머리카락이 웨이브이며, 묶지 않았다.
야마모토 시나[山本 シナ(やまもと シナ)]（성우：코바야시 유코(영화: 카츠키 마사코)/김현심）
쿠노이치 교실의 담임. 연령 미상, 처녀자리, O형, 이즈모노쿠니 출신.
변장의 명수. 화내면 무서운 젊은 미녀와 상냥한 노파의 2개의 모습을 가져, 진짜 모습은 아무도 모르는 수수께끼의 여성. 변장마다 키가 달라진다. 실기·교과 양쪽 모두를 맡아, 젊은 시나는 승마를 잘 한다. 첫등장시는 지금과는 머리 모양이 달라, 일본식 속발 같은 머리 모양으로 결이 있었다(현재는 갈색 머리).

## 선생님 외
오오카와 헤이지 우즈마사[大川 平次 渦正(おおかわ へいじ うずまさ)]（성우：츠지무라 마히토(대역: 나카지마 토시히코, 젊은 시절: 토비타 노부오)/이윤선→정재헌(17기~)→탁원제(24기~)）
닌자학원의 학원장. 나이는 적어도 70세 이상(70세경부터 세는 일을 그만두어 버렸다). 사자자리, 혈액형 불명, 나라 가쓰라기산 출신. 학급위원회의 고문. 31권에 등장.
닌자학원의 창립자. 젊은 무렵은 천재 닌자라 불리었다. 현재는 은둔의 몸. 이따금 학생을 엄격하고 적확하게 지도하지만,평상시는 자기 멋대로에 적당주의.갑작스런 착상으로 주위를 혼란시키는 귀찮은 노인. 자기 현시욕이 매우 강하다. 자신이 개최한 이벤트의 상품은, 대체로 본인의 브로마이드나 피규어. 닌자업계에 영향을 끼치고 있기 때문에 암살자의 표적이 되는 일도 있다."닌술은 근성이다!"가 모토. 머리카락의 길이는 원작이 애니메이션에 비해 약간 길고, 찰랑찰랑 스트레이트 헤어 랭킹 제7위에 들었다. 교실에 등장할 때에 연옥(煙玉)을 사용. 애니메이션에서는 헴헴이라는 하는 애완견(닌자견)과 오시게쨩 이라고 하는 손녀가 있다.
젊은 무렵엔 쿠노이치에게 인기가 있었다.
토베 신자에몽[戸部 新左エ門(とべ しんざえもん)]（성우：카케가와 히로히코/이주창）
닌자학원의 검술 사범. 35세, 전갈자리, AB형, 스루가노쿠니 출신. 독신. 30권에 등장.
검술의 천재이지만 공복시에는 힘이 나지 않아, 배가 고프면 자신의 칼마저 들 수 없게 된다. 방학 중에는 자택에서 킨고를 맡고 있다. 그러나 조심성없이 칼을 휘두르는 위험한 버릇이 있어, 그 버릇 때문에 종종 셋집에서 쫓겨나고 있다. 젊은 시절에는 항상 수행의 여행을 했다. 그 도중에 대전했던 검호가 학원을 부수기 위해 방문하는 일도 있었다(본인은 그 검호를 기억하고 있지 않았다). '자칭 검호' 하나부사 마키노스케(花房牧之助)가 마음대로 숙명의 라이벌로 여기고 있다. 등장시에 들어가는 "흔들(ゆらり)"이라는 효과음은, 애니메이션에서는 말버릇. 미간에 달모양의 상처가 있다. 이것은 애니메이션에서 검호로서 이름을 날리고 있었을 무렵, 초원에서 적과의 싸움을 끝낸 후에 근처에 있던 나무에 열리고 있던 과일을 따려다 잘못해서 굴러, 발판으로 삼았던 바위에 머리를 부딪혀 생긴 것. 학원의 이벤트에서는 심판역을 한다. 이름의 유래는 작가 지인의 선조로, 실재했던 무장 토베 아라타 사에몬 마사나오(戸部新左衛門政直)로부터.
식당 아줌마[食堂のおばちゃん]（성우：토모에 세이코/성선녀→오수경(17기~)）
닌자학원의 주방을 맡고 있는 여성. 본명, 연령, 출신지 불명. 처녀자리, A형. 26권에 등장.
학원 최강의 이명을 가져, 대부분 혼자서 학원 전원 분의 식재 조달,조리,뒷정리를 실시하고 있다."남기는 건 용서하지 않습니다-!!"가 말버릇. 상대가 누구든 절대로 먹여 남기는 것을 허락하지 않는다. 원작에서는 그렇게 차례가 많지 않지만, 애니메이션에서는 레귤러의 취급으로 대부분 매회 등장하고 있다. 그녀의 요리는 학원 밖에서도 평판이 높고, 도크타케성에서도 스카우트를 받았다(납치 당하는 패턴도 많다). 필살기술은 '부엌칼 마구 휘두르기'. 가끔 귀향을 하고 있다. 애니메이션에서는 히야 키오마루의 누나라는 설정이 있다.
쿠로코게 반조[黒古毛 般蔵(くろこげ ぱんぞう)]（성우：故사사오카 시게조(4기)→오오토모 류자부로(5기~)(대역: 타카사코 타카시)）
닌자 요리연구가. 37세, 사자자리 , B형. 10권 첫등장. 애니메이션에서는 1기 첫등장. 한국판 명칭은 '누루치탄'.
식당 아줌마의 대타로 종종 아줌마 대신 주방에 들어가 요리를 만들고 있다. 방침은 "먹을 수 있는 것만으로도 고마운 거야", "배에 들어가면 모두 같아". 서바이벌 요리를 잘 안다. 자주 학생들에게 '도구를 사용하지 않고 조리를 하는 방법'의 문제를 내, 정답을 맞추면 포상으로 식당의 식권이나 리퀘스트 급식이 나온다. 닌자요리는 이름뿐으로, 별난 요리라고 밖에 할 수 없는 요리를 개발한다. 통칭 '반쨩'. 이름은 애니메이션의 음악을 담당하고 있는 작곡가, 마카이노 코우지가 명명했다.
코마츠다 슈사쿠[小松田 秀作(こまつだ しゅうさく)]（성우：야마자키 타쿠미/강호철(~9기), 김현욱(24기)）
닌자학원의 사무원. 16세, 물고기자리, A형, 신장164cm. 19권 첫등장. 애니메이션에서는 4기 첫등장. 35권에 유우사쿠와 콤비로 등장. 한국판 명칭은 '치지고료'.
원래는 닌자를 목표로 하고 있었지만, 소질이 없기 때문에 닌자학원의 사무원이 되었다. 지금도 닌자의 꿈을 단념하지 않았다. 항상 마이 페이스로 움직이는, 융통성 없는 메뉴얼 소승. 인품이 좋고, 선생님이나 학생들에게서 사랑받고 있지만 10중9는 실패하는 '엉터리(へっぽこ) 사무원'. 유일하게 잘 하는 '입문표, 출문표, 외출계의 사인을 받는 일'에 비정상으로 집착해, 사인을 하지 않으면 어디까지나 뒤쫓는 것으로 둔갑술 학원의 '사이드와인더', 애니메이션에서는 '추적의 귀신'이라고도 불린다. 의외로 터프하고 터미네이터라고도 불리고 있다. 수영에 자신있고 해적의 소질이 있어 애니메이션에서는 다이상쿄에이마루에게 스카우트 받았다. 사이토 타카마루와 같은 동네에 살아, 친가는 부채가게. 유사쿠라고 하는 형이 있어, 가게는 그가 잇고 있다.「닌술3급」. 이름의 유래는 '곤란한 취직(困った就職)'.
요시노 사쿠조[吉野 作造(よしの さくぞう)]（성우：후지와라 케이지/선호제）
닌자학원의 사무 주임. 40세, 물병자리, A형. 용구위원회 고문. 13권첫등장. 애니메이션에서는 5기 첫등장.
트롱프 뢰이유(프랑스어: Trompe-l'œil) 같이 이상한 얼굴을 하고 있다. 코마츠다에게 끌려다니고 있지만, 본심으로는 정이 들고 있다. 1학년 하(は)반의 걸레를 이검(裏剣)같이 사용해, 말을 듣지 않는 학생이나 코마츠다에 "그런 것을 말하는 것은 이 입인가―!!"라고 하면서, 입을 잡아 당기는 대담한 기술을 가지고 있다. 기혼자.
니이노 히로카즈[新野 洋一(にいの ひろかず)]（성우：츠카다 마사아키(대역: 나카무라 다이키, 故마츠오 긴조)）
닌자학원의 의사. 45세, 물고기자리, AB형, 교토 태생. 보건위원회 고문. 10권 첫등장. 애니메이션에서는 2기 첫등장. 32권에 등장.
내과, 소아과, X레이과 전문의. 온화하고 상냥한 선생님이지만, 때때로 음험한 일면을 보이기도 한다. 등장 초기에는 수염이 없었다. 닌자옷은 원작은 검은색, 애니메이션은 흰색. 이마에 십자 마크가 붙어 있다. 실재의 의사(작가의 단골 의사)가 모델.
사무원 아줌마[事務員のおばちゃん]（성우：스즈키 토미코(7기)→니시카와 히로미(16기)）
닌자학원의 사무원. 본명 불명, 52세, 쌍둥이자리, O형. 15권 첫등장. 애니메이션에서는 7기 첫등장.
닌자학원의 중요한 서류를 관리, 학원의 소중한 비밀을 많이 알고 있다. 변장이 특기. 강에서 빠지는 역은 대특기. 코마츠다에게 언제나 고함치지만 내심은 코마츠다의 인간성을 인정하고 있다. 화장이 진해, 지우면 인상이 많이 바뀐다.
사무원 아저씨[事務員のおじさん]
닌자학원의 사무원. 본명, 연령, 혈액형 모두 불명. 9권 등장.
「하(は)반」의 이름을 건 테스트에 협력했다. 그러나 심판 토베 선생님의 미스로 활약 할 수 없었다(등장하는 씬은 1컷 뿐이고, 애니메이션에서는 얼굴조차 나와 있지 않다). 그 후도 일절 등장하고 있지 않다.
오오키 마사노스케[大木 雅之助(おおき まさのすけ)]（성우：타카기 와타루(~2기)→코야스 타케히토(5기~)）
닌자학원 전(前)교사. 33세, 황소자리, A형, 코우가출신. 3권 첫등장. 애니메이션에서는 1기 첫등장. 33권에 등장. 한국판 명칭은 '오키마사'.
수리검의 명수."근성(どこんじょ―)"이 말버릇. 성격은 대담, 호쾌, 대충. 사람의 이야기를 듣지 않는다. 노무라 선생님과는 닌자학원에 근무하고 있었을 때부터 숙명의 라이벌 관계. 유일하게 아침 도시락을 이길 수 없었던 것을 시기해, 닌자학원을 그만두고 쿠이세 마을(杭瀬村)에서 노무라 선생님이 질색인 락교와 파의 재배에 힘쓰고 있다. 현재는 쿠이세 마을의 락교 협동조합 조합장을 맡고 있다. 낫토, 날달걀이 골칫거리. 면도기 사용이 서투르다.「라비쨩」이라는 토끼를 기르고 있다. 붉은 수건(ハチマキ)이 특징(등장 초기는 감지 않았다). 그림책 《らくだいにんじゃらんたろう》시리즈(포플러사)에서는 1학년 하(は)반의 담임을 맡고 있다. 원작자의 닌술 스승 겸 매니저 오오키 마사노스케(大木雅之助)가 모델.
오오마지메 켄조[大間締 堅蔵(おおまじめ けんぞう)]（성우：나카무라 다이키）
전(前)1학년 하(は)반의 교육실습생. 통칭 센타마(先たま}}). 31세, 염소자리, A형. 13권 등장.애니메이션에서는 1기 첫등장.
울렁증(あがり性)으로, 아주 진지하기 때문에에 고생이 끊이지 않는다. 여러 유파를 오랜 세월 공부하고, 그 결과 실습생이면서도 도이 선생님보다 연상. 닌술의 지식은 풍부하지만, 실기는 서투름. 원작에서는 닌자 선생님이 될 수 있었는가는 불명이지만, 애니메이션에서는 무사히 정직원으로서 닌자학원에서 근무할 수 있었다(그러나 그 다음부터 대부분 나오지 않게 된다).
토츠안 보타[突庵 望太(とつあん ぼうた)]（성우：사쿠라이 토시하루）
학원장 친구의 증손자. 전(前)1학년 하(は)반의 교육실습생(결과는 불합격). 20세, 궁수자리, A형. 30권 첫등장. 애니메이션에서는 10기 첫등장.
덜렁이로 실패가 많다. 통칭 '톳쨩도련님(ぼうや)'.쇠사슬 옷이나 닌자요리 등 , 닌자로서의 겉모습부터 신경 쓰는 타입이다. 밝고 명랑한 성격. 닌자학원에서 사라진 다음은 「손나 코토요리(히라가나로만 표기하자면 '그런 것보다'라는 뜻/村名琴頼)」라고 가명을 대고 파견 닌자로서 도쿠타케 닌자대로 일하고 있었다. 전(前)코러스부. 애니메이션에서는 오리지널 스토리로 종종 등장해, 그때는 키타이시 테루요와의 콤비가 많다.
키타이시 테루요[北石 照代(きたいし てるよ)]（성우：모로타 카오루）
안도 선생님 친구의 딸. 전(前)1학년 하(は)반의 교육실습생(결과는 불합격). 19세, 전갈자리, B형. 30권 첫등장. 애니메이션에서는 10기 첫등장.
실전 경험이 풍부하고 우수한 쿠노이치지만, 생각이 얕아 어딘가 확실하지 않다. 성격은 밝고 정의감이 강한 편이지만 드라이한 빛좋은 개살구(食わせ物)의 일면이 있다. 교육실습 종료 후, 도쿠타케 닌자대의 파견 닌자로서 일하고 있어 학원의 적으로 온 일이 있다. 애니메이션에서는 원작 이상으로 텐션이 높고, 한 번 배반했음에도 신경 쓰지 않고 자주 닌자학원에 놀러 온다. 학원에 근심거리를 반입하기도 한다. 찰랑찰랑 스트레이트 헤어 랭킹 제8위.
교생A[教生A]
본명 불명. 전(前)1학년 로(ろ)반의 교육실습생(결과는 불합격). 33권 등장.
이름은커녕 존재마저도 학원장에 잊혀졌다. 사건의 가장 중심에서 배짱 좋게 잤기 때문에 불합격.
데모 시카노스케[出茂 鹿之助(でも しかのすけ)]（성우：히야마 노부유키）
사무원 지망의 취업재수생 청년. 18세, 황소자리, AB형. 26권 첫등장. 애니메이션에서는 8기 첫등장. 43권에 등장.
어려운 프로 닌자보다 편한 사무원으로 취직하기 위해, 코마츠다를 내쫓고 자신이 닌자학원의 사무원이 되는 것을 획책. 닌자와 사무원의 소질은 있지만, 제멋대로인 성격이 화가 되어 학원 관계자로부터 불흥(不興)을 사, 결과는 불채용으로 끝난다. 그 후에도 코마츠다를 눈엣가시로 여기고 있다. 단조가 말하길, 성격은 "불쾌하고 고압적인 자세로 시건방지고 심술쟁이". 통칭 '데모시카군'. 이름의 유래는 데모시카 사원과 실재의 코우가 닌자·토야마 시카노스케(土山鹿之助)로부터.
코바야시[小林(こばやし)]（성우：시마카 유우）
닌자학원 교사. 연령, 별자리, 혈액형, 담당 학년 모두 불명. 1권에 등장.
온화한 성격으로 언제나 웃는 얼굴. 1권 이후는 21권 221P에 1컷만 재등장, 그 후 31권에서는 학원 관계자로서 소개되고 있다. 애니메이션의 이름은 '야마카와 선생님'.

## 효우고 수군(兵庫水軍)의 등장인물
세토 내해(瀬戸内海)를 거점으로 삼는 대규모 해적단. 강을 건너는 비용, 해상통행료, 해운, 상단의 호위등을 하고 있다. 뜻밖의 일로 란타로들과 알게 되었고, 그 후 닌술학교와 좋은 관계를 맺게 되었다. 바다를 지배하려는 도쿠타케성과 사이가 나쁘다. 문장은 효우고 수군의 '효우(兵)'.
효우고 다이상쿄우에이마루[兵庫 第三協栄丸(ひょうご だいさんきょうえいまる)]（성우：시오야 코조/이주창）
효고수군의 총대장. 35세, 처녀자리, O형. 4권 첫등장. 23권에 등장.
한국판 명칭은 '마리노 3호'. 성격은 정이 많고, 둔하고, 건망증이 심하다. 해적인데도 불구하고 배멀미에, 쇠망치(특훈으로 발차기 정도는 할 수 있게 되었다). 어부쪽 일에 소질은 없지만, 수하들에게는 동경받고 있다. 효우고 다이욘쿄우에이마루라는 쌍둥이 동생이 있다.
효우고 다이욘쿄우에이마루[兵庫 第四協栄丸(ひょうご だいよんきょうえいまる)]（성우：시오야 코조）
한국판 명칭은 '마리노 4호'. 효우고 다이상쿄우에이마루의 동생. 형과는 대조적으로 배멀미도 하지 않고 수영에도 달인. 얼굴은 쌍둥이지만 사마귀의 위치로 구분할 수 있다(다이상쿄우에이마루는 왼쪽, 다이욘쿄우에이마루는 오른쪽). 1기에서는 이름만 나왔다.
효우고 다이이치쿄우에이마루[兵庫 第一協栄丸(ひょうご だいいちきょうえいまる)]
효우고 다이상쿄우에이마루의 아버지.
효우고 다이니쿄우에이마루[兵庫 第二協栄丸(ひょうご だいにきょうえいまる)]
효우고 다이상쿄우에이마루의 숙부.
효우고 신다이이치쿄우에이마루[兵庫 新第一協栄丸(ひょうご しんだいいちきょうえいまる)]
효우고 다이상쿄우에이마루의 형제.
오니구모마루[鬼蜘蛛丸(おにぐもまる)]（성우：이와나가 테츠야/소정환）
효우고 다이상쿄우에이마루의 수하. 25, 염소자리, O형. 뱃사공 중 한 사람.
항해사를 맡고 있다. 예의가 바르고, 아이에게도 경어를 사용한다. 타고난 해적이라, 육지에서는 심하게 '육지멀미'를 하고, 배 위에서와는 딴판으로 약해져 버린다.
카게로우[蜉蝣(かげろう)] (성우：에가와 히사오）
효우고 다이상쿄우에이마루의 수하. 31.
뱃사공중 한사람에 조타수(때때로 '선장'이 전사했을 때 임무를 대역)을 맡고 있다. 오니구모마루와 같이, '육지멀미'가 심하다. 작자 왈, 육제에서 '게로(토악질)'을 게로게로하고 토하니까 '카게로우'. 적의 화살에 맞아 한쪽 눈을 잃었기 때문에, 안대를 하고 있다. 기혼자.
하야테[疾風(はやて)]（성우：스가와라 쥰이치(11기)→우에쿠라 다이(12기~)）
효우고 다이상쿄우에이마루의 수하. 31.
뱃사공 중 하나로 수인(돛을 맡는 역)을 맡고 있다. 기혼자.
유라시로우[由良四(ゆらしろう)]（성우：키무라 마사후미→시마다 빈(10기~)）
효우고 다이상쿄우에이마루의 수하. 29.
뱃사공 중 하나로 최고 위치에 있는 선장을 맡고 있다. 기혼자에 딸이 있다.
요시마루[義丸(よしまる)]（성우：야마자키 타쿠미）
효우고 다이상쿄우에이마루의 수하. 25.
바닷꾼. 기술이 좋고 근면하여 '갈고리 역'을 책임지고 있으며, 능력이 높다. '순마류'라는 던지는 갈고리를 사용한다. 작자 지인의 미용사가 모델.
미요시마루[舳丸(みよしまる)]（성우：후쿠야마 쥰）
효우고 다이상쿄우에이마루의 수하. 23, 처녀자리, AB형.
솜씨가 익숙하다. 주로 바닷속 탐색 등을 한다.
시게[重(しげ)]（성우：키시오 다이스케）
효우고 다이상쿄우에이마루의 수하. 17, 사자자리, O형.
솜씨가 익숙하다. 주로 바닷속 탐색 등을 한다. 장거리 수영이 특기. 작자의 지인의 미용사가 모델.
마기리[間切(まぎり)]（성우：타카세 아키미츠→오다 토시미츠(16기~)）
효우고 다이상쿄우에이마루의 수하. 18. 바닷꾼.
키리마루에게 '할인씨'라고 착각당했었다. 머리카락이 매우 상해있어, 닌술학교를 방문했을 때, 타카마루에게 비난을 당했다. 이름의 유래는, 역풍을 받아낼 때 지그재그로 주행하는 항해법인 '마기리주행'에서.
야마지[東南風(やまじ)]（성우：나카오 미치오）
효우고 다이상쿄우에이마루의 수하. 19. 바닷꾼. 신장 180cm이상.
이름의 유래는 동남풍과 높은 파도를 달려가는 바람에 있다.
아토이[網問(あとい)]（성우：콘도 히로무→토리우미 카츠미(16기~)）
효우고 다이상쿄우에이마루의 수하. 16. 바닷꾼. 아이누 출신.
각지의 해군을 해 본 후, 효우고 수군에 눌러앉았다. 이름의 유래는 아이누어로 '바다'를 뜻하는 'atuy(아투이)'에서. 마기리의 육지멀미를 일류 해적의 증표라 생각하는 '천연'의 일면도.
카와라[航(かわら)]（성우：키타무라 마사시）
효우고 다이상쿄우에이마루의 수하. 17. 바닷꾼.
이름의 유래는 배의 키루(뼈)로부터.

## 학교 관계자의 가족, 혹은 친족
란타로의 아버지 [이나데라 히라노스케] (猪名寺 平之介) (성우니시카와 이쿠오)
38세/처녀자리/A형
란타로의 아버지이다. 선조 대대로 삼류 닌자였으며(본인은 이류라지만) 닌자 일이 거의 없기에 아내와 함께 농사일을 하고 살고 있다. 닌자일은 가끔가끔 오는거 같다. 장난끼가 있고 믿음직스럽지는 못하지만 나쁜 짓을 하는 아이라면 제대로 야단치는 신념을 가진 아버지이다. 아들인 란타로가 일류닌자가 될 것이라고 기대를 많이 하고 있다.
란타로의 어머니(乱太郎の母ちゃん) (성우마야마 아코)
36세/물병자리/O형
란타로의 어머니이다. 젊은 시절에는 상당히 아릅답고 우수한 쿠노이치였다고 한다. 란타로의 아버지인 히라노스케와는 전쟁터에서 만났다고 하네요... 현재는 은퇴해서 집안일과 농사일에 전념하고 있다. 겉치레를 좋아하는 모습도 조금 있다.남편하고는 제대로 잉꼬부부이다.
신베의 아버지(しんべヱのパパ) (성우오가타 켄이치)s
사카이의 대무역업자이다. 느긋한 성격이지만 아들교육만큼은 엄격해서 아이에게 좀더 날렵해지라면서 인술학원에 보냈다. 그래도 아들을 굉장히 사랑해서 애니에서는 꾀병으로 아들을 부른다든지의 장난끼로 소란을 일으키기도 했지만 상업에 있어선 상당한 수완가이다. 상인으로서의 법칙으로 나쁜 성에 무기를 파는 등의 일로 주변을 곤란하게 만들기도 한다.
후쿠토미 카메코(福富 カメ子) (성우미즈타 와사비)
예의바르며 나이에 비해 어른스러운 성격이다. 오빠인 신베와 사이가 좋고 애니에서는
신베의 뒤를 돌봐주기도 하는 성격이 강조되기도 했다. 6학년인 쵸지를 무척 동경하고 있다.
미적감각이 어딘가 남다른 듯.
단조의 아버지 [카토 토비조] (加藤 飛蔵) (성우이나바 미노루)
33세/양자리/B형
단조의 아버지이시며 카토마을의 운송조합의 대장이다. 운송업자로서도 지도자로서도 뛰어난 사람이지만 조금 덜렁거리는 면도 보인다. 단조의 성적에 상당한 관심을 보인다.
세이하치(清八) (성우스즈무라 켄이치)
21세
주로 급한 물건을 중심으로 운반하고 있다. 운송업자로서 실력이 상당하며 밤의 산길도 잘 다니며 인술학원의 벽을 말로 넘고 다닐정도이다. 자잘한 것에 신경쓰지 않는 대범하고 낙천적인 성격이다.
야마다 리키치(山田 利吉) (성우오카노 코우스케/최지훈)
18세/쌍둥이자리/AB형/신장 약 171 cm
야마다 덴조의 외아들이다. 인술학원의 졸업생은 아니고, 전 쿠노이치셨던 어머님으로부터 교육을 받아서 지금은 프리랜서 닌자로서 일하고 있다. 인술의 실력은 수준급이며 아버지의 영향을 받아 화승총과 변장의 명수이기도 하다. 아버지를 존경하고 있지만 아버지의 여장만큼은 용서하지 않아서 여장한 아버지에게는 가까이 안 가려고 하지만 왠지 그런 쪽으로 자주 엮이는 모양이다. 일 때문에 집에 돌아가지 않는 아버지에게 제발 집에 와서 어머니 좀 만나라고 하기 위해 종종 인술학원에 찾아오지만 야마다선생님은 돌아가지 않으시고... 시골 출신인 것이 콤플렉스인지 흔히 말하는 차가운 도시남자... 인 척 하는 면도 있다. 종종 닌타마나 도쿠타마들의 상담을 들어주거나 아이들이 위기에 빠졌을 때 구해주는 등 조언자이자 큰형 역할을 해주고 있다. 닌자일이 상당히 힘든 탓에 살기를 띤 표정을 짓고 있거나 상당히 피곤해 보이는 모습을 보일 때가 있으며 짜증을 내는 일도 많다. 그렇게 심신이 지쳤을 때는 종종 인술 학원에 놀러와서 쉬었다 가는 일도 있다.
타카마루의 아버지 [사이토 유키타카] (斉藤 幸隆) (성우나카기 류지)
'카리스마 미용사'로 불리는 굉장히 유명한 미용사이다. 주의를 기울여야 하는 핀트를 잘 맞추며 직업 특성상 이런저런 정보를 많이 듣는다. 아버지가 닌자였다는 사실을 잊어버릴 정도로 닌자와는 관련이 없던 사람이였으나 의외로 닌자의 행동 등을 잘 알아챈다. 처음에는 타카마루가 닌자가 되는 것을 반대했지만 지금은 될대로 되라 식인 듯.
리리할머니 [야마무라 리리] (山村 リリー) (성우타키모토 후지코)
키산타의 증증조할머니이다. 풍마의 쿠노이치로서 수많은 과격한 무기를 감추고 다니지만 나이 때문인지 잘 쓰지는 못하신다. 코우가류의 창시자가 풍마류의 창시자를 배신했다는 오래전 이야기 때문에 코우가류의 닌자와 그 쪽과 손을 잡은 이가류 닌자를 싫어한다. 코우가의 오오키선생님과 이가의 노무라 선생님과 대결한 적도 있다고. 키산타의 민달팽이를 그리 좋아하지 않는다. 애니에서는 키산타가 풍마의 후계자라면서 풍마에 데려가려고 노력하신다.(키산타가 풍마의 후계자라는 것은 애니 오리지널 설정)
쇼자에몽의 할아버지 (성우타구치 타카시)
쇼자에몽의 할아버지로서 숯가게인 쿠로키야(黒木屋)를 운영하고 계신다. 장난끼가 많은 성격으로 쇼자에몽을 곤란하게 만들기도 한다. 자기 손자 자랑이 심하신 분.
닌자 매니아이시며 닌자를 동경해서 손자를 인술학원에 넣었다고 하신다. 닌자에 대한 기대감과 오해를 가지고 계신 면도 있으신다. 손자의 가르침(?)에 따라 나쁜 성인 도쿠타케성에게는 숯을 팔지 않으려고 하신다.
쇼세이(照星) (성우마츠야마 타카시/현경수)
상당히 실력있는 닌자로 화승총의 명수이다. 카토 마을에 고용된 보디가드로 첫등장했으며 지금은 토라와카의 아버지가 계시는 사타케마을의 철포대와 함께 하고 있다. 냉정하고 이지적인성격이며 토라와카와 미키에몬이 동경하는 사람이다.
하이스 이코우(灰洲 井溝) (성우이케다 토모아키)
이름난 검호로, 검 뿐 아니라 다른 무기도 잘 다루는 일류 무예가이며 토베선생님과의 선의의 라이벌이기도 한다. 이이카 겐난의 스승이며 늘 목욕을 하지 않는 제자 때문에 골머리를 앓고 있습니만 제자와의 유대는 꽤 강하다.
이이카 겐난(飯加 玄南) (성우히야마 노부유키)
13세/이세노쿠니(현 미에현의 중앙부)출신
하이스 이코우의 제자이다. 마이페이스에 무책임하지만 예의바른 13세 소년이다. 하지만 13세로는 절대 보이지 않는 얼굴의 소유자기도 하지요. 목욕 중에는 적의 기습에 대응이 안 된다는 이유로 목욕을 하지 않고 옷도 빨지 않아 지독한 악취가 난다. 검 실력은 일류라고 한다.
하나부사 마키노스케(花房 牧之介) (성우야마구치 캇페이/이호산)
자칭 검호.......라지만 검호라고 불러주고 싶지 않은 생물체.
토베 선생님을 멋대로 라이벌로 정하고 인술학원에 자주 쳐들어오지만 그때마다 토베 선생님께
처절하게 당한다. 그래도 찾아온다. 이제 토베선생님도 지쳐서 상대 안하고 싶어할 정도.
검술 실력도 엉망이요 경로정신도 없고, 어수룩한 트러블 메이커지만 근본부터 나쁜 사람은
아닌 것 같다. 아무튼 답이 없는 인간 중 한 명이고 작품 속에서도 개그소재로
쓰이는 캐릭터이다.

## 같이 보기
- 낙제닌자 란타로
- 닌자보이 란타로